# Église Saint-Nicolas de Wasquehal
Pour les articles homonymes, voir Église Saint-Nicolas.
Cette église Saint-Nicolas est une église de Wasquehal, dans le département français du Nord en région Hauts-de-France.
De style gothique simple, elle est située dans le quartier du Centre, rue d'Austerlitz.
Élevée en l'honneur de saint Nicolas dont le culte est attesté en Occident à partir du XIe siècle, l'église remplace les lieux de cultes qui se sont succédé sur l'actuelle place Maurice-Schumann depuis le IXe siècle. Le projet de son édification, porté par le conseil municipal du 15 mai 1876 et à la suite d'un rapport de 1871, adressé à Régnier archevêque de Cambrai, répond à l'objectif d'avoir une plus grande église au cœur de la ville qui remplacerait l'église construite en 1511 qui est devenue trop petite et vétuste. L'église dépend aujourd'hui du doyenné de Roubaix de l'archidiocèse de Lille et fait partie de la Paroisse Bienheureux-Frédéric-Ozanam qui regroupe l'église Saint-Clément de Wasquehal et l'église du Sacré-Cœur du Sart.
Sa construction, qui s'est étalée sur deux ans, a débuté en 1877 par la pose d'une première pierre. La réalisation du projet est menée par les architectes Henri de Baralle et Jean-Baptiste Maillard sur les plans et devis de Jean-Baptiste Leroy. À cause  de l'insuffisance de fonds qui ne permet pas d'achever le second œuvre, le clocher, la devanture, l'entrée, les marches et la flèche seront ajoutés successivement jusqu'en 1929.

## Préambule: trois églises au préalable

### Existence d'une première église au haut Moyen Âge
Wasquehal qui est connue en 835, par la mention de la ville dans l'acte de donation de Louis le Pieux à sa fille Gisèle, sœur de Charles II le Chauve et petite-fille de Charlemagne, à l'Abbaye Saint-Calixte de Cysoing et qui alors appelé Vakaslane possède une chapelle (10,5 mètres sur 5,5 mètres), qui est le premier édifice religieux de la ville (située sur l'actuelle entrée du métro Wasquehal - Hôtel de ville). Un cimetière est attenant à cette chapelle. 

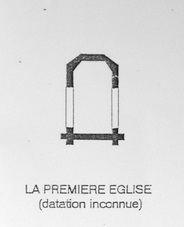
Église de Wasquehal vers 835.

### Édification d'une deuxième église auXIIIesiècle
Walter de Croix, évêque de Tournai et fils d’Eustache, du chapitre de Tournai et de Mathilde de Croix, fait ériger entre 1232 et 1252, avec la collaboration active des habitants de la paroisse, une église dédiée à Saint Maur, abbé de Glanfeuil (17 mètres sur 10,5 mètres) et qui est située sur l'emplacement de la première église. La population de la ville compte alors 72 feux. Les sacrifices que s’imposent les Wasquehaliens pour apporter avec leurs 300 brouettes, les  pierres blanches des carrières de Lezennes valent ceux des bâtisseurs de cathédrales. Ne possédant ni chariots, ni chevaux, ils alimentent le chantier par ce moyen archaïque, d’où l’expression populaire, À Wasquehal, on y broute. 

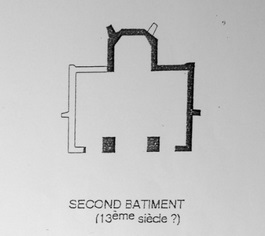
Église de Wasquehal au XIIIe siècle.

Des documents de 1624 et 1687 affirment que Saint Maur est honoré et qu'un pèlerinage est organisé en son honneur par une confrérie, fort célèbre en ce lieu. En 1258, la paroisse de Wasquehal sous la doyenné de Tournai est érigée.
Milieu du XIVe siècle, Wasquehal est divisé en Wasquehal-la Marque, tenue de Roubaix et dont les terres se situent le long de la Marque, du pont Epinoy (actuelle Planche Épinoy) jusqu'au moulin de Wasquehal (actuel square Jean-Macé) et en Wasquehal-Paroisse, tenue de Lille dont dépendent les autres terres de Wasquehal.
En 1482, l'église est brûlée par les troupes de Louis XI, poursuivant celles de Maximilien d’Autriche.

### Construction d'une troisième église auXVIesiècle
Robert de Ranchicourt, seigneur de Divion, de Maisnil, de Fournes et d'Hénin-Liétard et son épouse Catherine de Bergues-Saint-Winoc, petite-fille de Guy de Ghistelles dit Le vieux et descendante de Winoc de Bergues, font construire en 1511, une nouvelle église, située sur l'emplacement de la deuxième église. La nouvelle église est dissymétrique et la nef est divisée en trois par des colonnes.
Cette nouvelle église est dédiée à Notre-Dame et à Saint Nicolas avec le présence de deux chapelles latérales qui lui sont jointes et qui sont dédiées à Notre-Dame (chapelle de droite où on trouvera plus tard sous l'autel, le caveau de famille de Charles Hyacinthe Joseph Lespagnol de Grimbry) et à Saint Nicolas (chapelle de gauche où on trouvera plus tard sous l'autel, le caveau de Pierre II Prouvost, échevin de Wasquehal et de son épouse Marguerite de Lespaul). A l'intérieur de l'église on trouve 28 Engoulants. On note la présence d'une taverne appelé Saint Nicolas qui confronte la place de l'église. A cette époque, Saint Fortunat est le patron secondaire de l'église. Ces deux chapelles possèdent des vitraux et la chapelle Notre-Dame possède deux vitraux qui représenteront plus tard, Robert de Ranchicourt et Catherine de Bergues-Saint-Winoc. L'entrée de l'église est située du côté de la mairie actuelle. Au moment de la construction de cette église, le marguillier est Karolus Gadenne comme l'indique une gravure sur la retombée de la voute de la grande nef. En 1530, le curé Nicolas Agache est inhumé à l'entrée de la sacristie.
Jacques Castiel, dit Samotine, laboureur de Wasquehal, est condamné en 1550, par la gouvernance de Lille à faire une amende honorable pour avoir parlé contre la confrérie du Saint-Sacrement de l'église de Wasquehal. En 1566 durant la Révolte des Gueux, Willliam Leplat dit le Roi des gueux, laboureur à Bondues, saccage les images se trouvant dans les églises de la région et notamment celle de Wasquehal. Le 15 avril 1568, Hues de le Dicque, Jacques de le Dicque et Fleurens Fremault, sont pendus par la corde et biens confisqués car ils ont fait partie de la troupe des rompeurs, briseurs et saccageurs d'images en les églises de Wasquehal, Flers, Roubaix, Lannoy, Hellemmes et autre lieux. Ils sont aussi accusés d'avoir fréquenté les prédications en public et en cachette. En 1624, dans le compte de l'église, est mentionné le salaire payé au clerc, pour avoir carillonné et avoir servi les pèlerins pendant la neuvaine de Saint-Maur. En 1653, François Villain de Gand, évêque de Tournai, autorise l'exposition des reliques de saint Christophe.
Jacques Blampain, curé de 1661 à 1711, est inhumé à l'entrée du chœur de l'église. Il est inhumé au-dessous du marchepied de l'autel Notre-Dame. On peut y lire : A la mémoire de feu Pierre Blampain, son père, décédé le 15 septembre 1655, et de d'Ilicoute, sa mère, décédée le 15 septembre 1660, de Pierre Blampain, décédé le 20 mars 1670, son frère, de Suzanne, décédée le 5 août 1685, de Catherine, décédée le 31 mai 1691, de Marguerite, décédée le 2 décembre 1691, et de Simonne Blampain, décédée le 25 juillet 1709. Priez Dieu pour leurs âmes. Dans la nef, on peut y lire en 1759, À la mémoire de Jean Deldalle, marchand à Wasquehal, décédé le 29 septembre 1736, et de Marie Angélique Dondre, son épouse, décédée le 10 janvier 1759, et de plusieurs de leurs enfants. Priez Dieu pour leurs âmes, Requiescant in pace.
Depuis le 28 mai 1663, des ossements des martyrs issus du massacre de la légion thébaine provenant de l'abbaye territoriale de Saint-Maurice d'Agaune sont exposés par l'entremise du père capucin Guillaume de Lille. En 1667, alors que Louis XIV fait le siège de Lille et que Wasquehal fournit des ouvriers pour la défense de Lille, les hommes de loi de la ville de Wasquehal font entourer la place, l'église et le cimetière d'une enceinte qui prend le nom de Fort de Wasquehal. Les cloches de l'église sont à Lille lors de la prise de Lille et les hommes de loi de Wasquehal doivent les racheter pour 242 Livres 18 gros payés au maître de l'artillerie de France. En 1678, Gilbert de Choiseul du Plessis-Praslin, évêque de Tournai fait un état des lieux des églises et inspecte l'église de Wasquehal qu'il qualifie de belle, de propre, d'ornée et bien meublée. En 1705 est célébré un service  funèbre pour Alexandre III de Bournonville, fils d'
Alexandre II de Bournonville.
En 1723, le curé de la ville, Pierre-Joseph Ternois, signe les actes de mariage, choses que ces prédécesseurs ne faisaient pas. Les comptes-rendus de 1705 et de 1753, démontrent que l'église possède des reliques de saint Maur et elles furent restaurées par Philippe du Bois, orfèvre à Lille, pour le raccommodage et monsieur Delledale, horloger, pour avoir raccommodé le chandelier et la remontrance de la relique. En 1733, l'église fait une requête auprès des jésuites pour obtenir un vicaire et c'est Pierre-Ange-Joseph Pottier qui sera nommé premier vicaire de l'église Saint-Nicolas. En 1739, Jacques le Groux, curé de Marcq-en-Barœul, mentionne dans son manuscrit La Flandre Gallicane, la présence sur Wasquehal vers 1560, de la confrérie du Saint-Sacrement. Le 7 juin 1780, Guillaume Florent, évêque de Tournai, donne la confirmation à Wasquehal.

En 1791, l'abbé Jean-Michel Odou est contraint à l'exil en 1791 pour avoir refusé de prêter le serment civique. Antoine-Henri-Joseph Du Castillon le remplace à l'issue de l'élection du 19 mai 1791. Entre fin 1793 et début 1794, alors que la ville tombe sous la loi de déchristianisation, les révolutionnaires viennent pour réquisitionner les cloches, mais les habitants les font reculer. Ces derniers reviennent et finissent pas repartir avec les cloches et des reliques de Saint Maur. Le 28 mars 1799, l'église de Wasquehal est vendue comme bien national au citoyen François Martine Capron pour le prix de 101 500 francs payables en bons, cette vente est faite entre les mains des citoyens Charles Lespagnol, Louis Delporte, de Louis Senacq, d'Antoine-Henri-Joseph Du Castillon entre autres, mais le 15 juin 1799 il la recédera à la commune. Le 17 mars 1803, le conseil municipal de Wasquehal nomme les citoyens Pierre-Joseph Courrier, Pierre Joseph Droulez et Paul Façon, administrateurs de la fabrique de l'église, chargée, de concert avec le curé, de choisir le clerc.

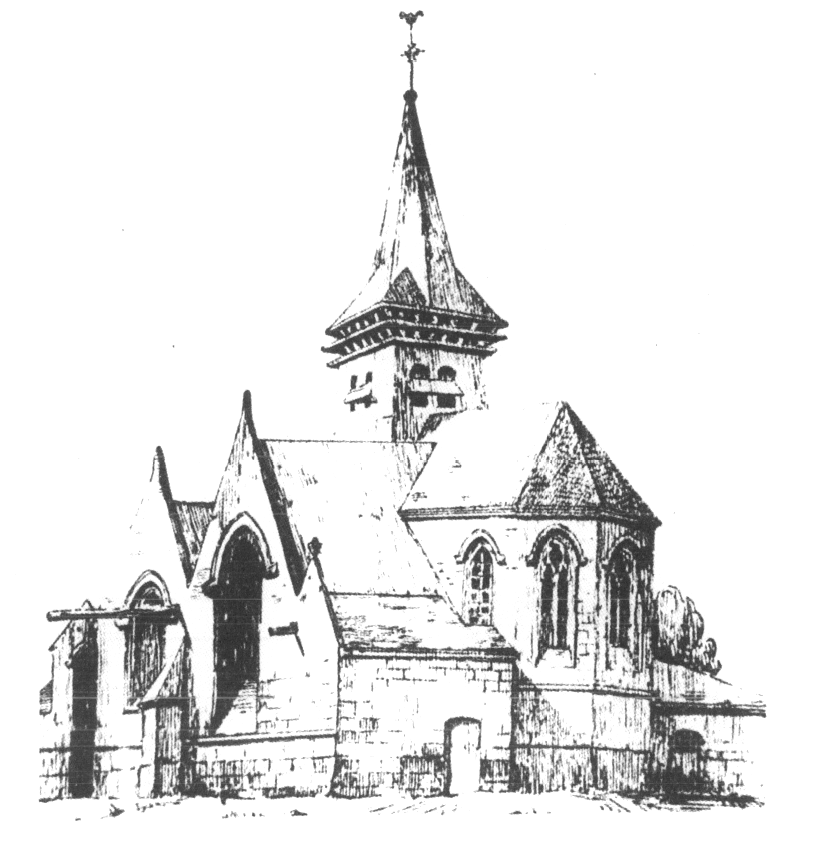
Église de Wasquehal en 1841, dessin d'Alphonse de Contencin.

L'église est de nouveau restaurée et agrandie en 1841 par les architectes Théodore Lepers et Charles Leroy, mais la restauration fait disparaître le clocher et une tour carré de 35 mètres est construite avec un nouveau clocher. Au moment de la restauration, Alphonse de Contencin, architecte, habitant de Wasquehal et fondateur de la commission historique, prend le soin de dessiner le monument,. Ce dernier découvre une inscription qui donne la date de la construction en 1511, date inscrite à la retombée de la voûte de la nef et le nom de Karolus Gade (Charles Gade) qui devait être architecte, maçon ou charpentier, originaire de Marquillies, et un signe ou monogramme qui durant le Moyen Âge étaient les emblèmes des confréries de ce qui pourrait être l’ancêtre de la franc-maçonnerie. La date de 1566, sculptée au-dessus de la fenêtre, semble indiquer une restauration cette année-là.

Antoine-Henri-Joseph Ducastillon, curé de la paroisse, décédé le 11 décembre 1842, est inhumé dans le cimetière qui jouxte l'église (place Maurice-Schumann). Ses restes seront déplacés au cimetière du Centre en 1880. En 1843, le corps de Marie Anne Hyacinthe Joseph l'Espagnol de Grimby est déposé dans le caveau sous l'autel de la chapelle Notre-Dame et en 1848, Marie-Joseph-Séraphine Le Prévost de Basserode, décédée le 7 janvier 1849, âgée de 83 ans est inhumée contre la muraille extérieure de l'église. Elles seront toutes deux ré-inhumées en 1880 après la destruction de l'église pour être placées dans le caveau familial des Lespagnol de Grimbry et Le Prévost de Basserode, au cimetière du Centre, à Wasquehal. En 1873, sera inhumé contre la muraille extérieure de l'église, Auguste-Désiré Lamblin, curé de la paroisse de la ville. Une stèle commémorative est actuellement visible sur la façade sud de l'actuelle église Saint-Nicolas. En 1863, décède Hector-Louis-François Merlin, qui fut prêtre de 1839 à 1847. Dans l'éloge funèbre, prononcé le 26 mars 1863 par l'abbé Germain Sabatier, ce dernier mentionne par l'intermédiaire de sœur Marie Droulers Aimée, son admirable travail au sein de l'église de Wasquehal. Une réfection des toitures de l'église est faite en 1868. 

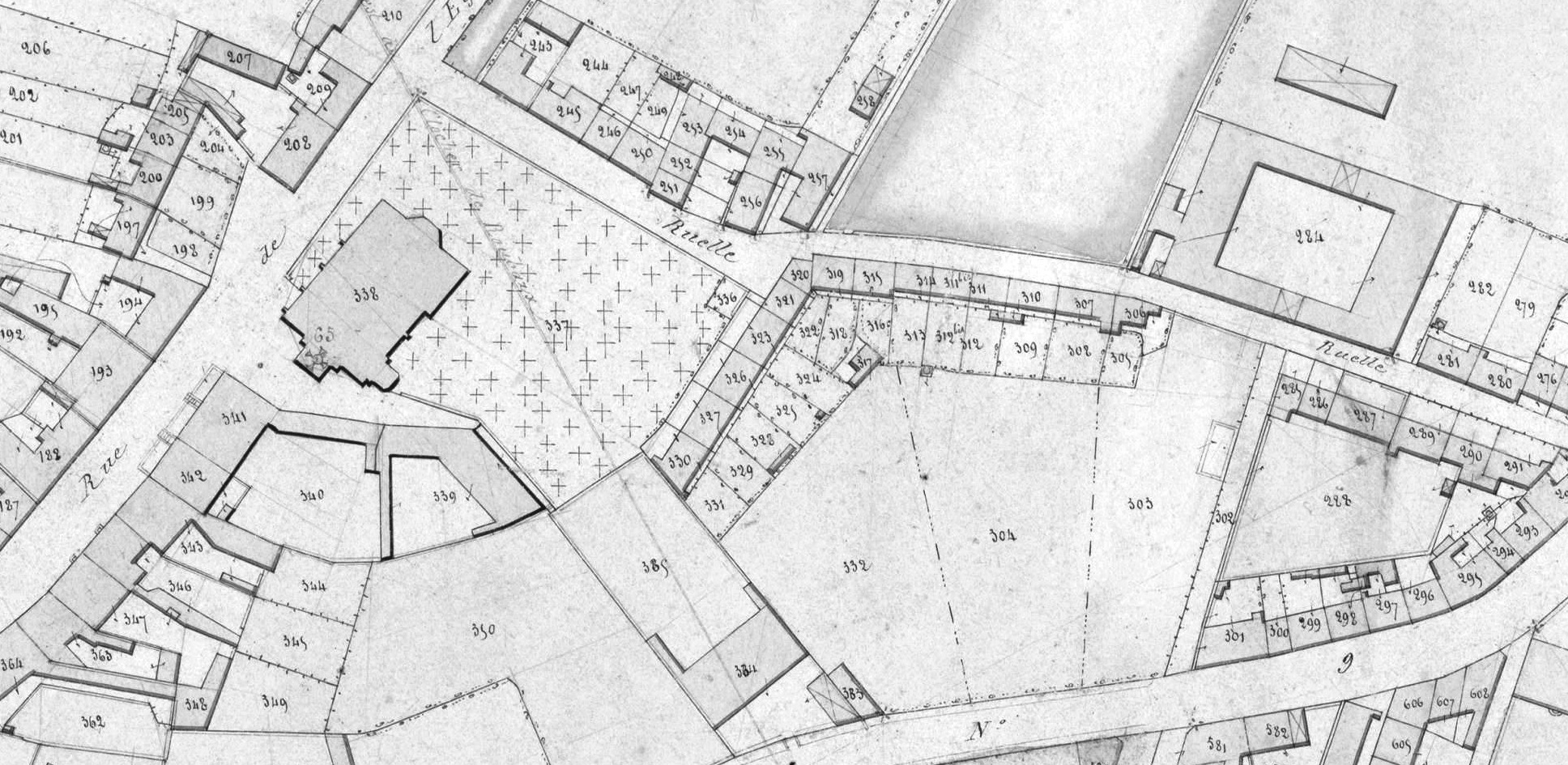
Église de Wasquehal et son cimetière en 1874.

En 1871, un rapport adressé à René-François Régnier, archevêque de Cambrai, révèle que l'église construite en 1511 est trop petite et vétuste. Le conseil municipal décide le 15 mai 1876 de la construction d’une nouvelle église, sur les plans et devis d'un architecte lillois, Jean-Baptiste Leroy. Jean-Baptiste Deldalle, propriétaire terrien, fait don de terrains pour la construction d'une nouvelle église.
L'église est démolie, ne laissant que la tour et son clocher. Une partie des matériaux de l'église est utilisée pour construire le fort Saint-Nicolas et une autre partie est vendue pour la recette de la ville de Wasquehal. Le cimetière attenant est désaffecté. On prévoit de construire à cheval entre le cimetière désaffecté et les terrains appartenant aux familles Deldalle et Desquiens, une nouvelle église dédiée à saint Nicolas.

## Historique de la quatrième église

### Généralités
L'adjudication des travaux pour la construction de la nouvelle église est signée le 15 mars 1877 par le maire Célestin Droulers à l’hôtel de ville de Wasquehal. L'église est construite sous la conduite des architectes Henri de Baralle et Jean-Baptiste Maillard. La générosité de l'abbé Jules-Hippolyte Boedt et la bienveillance du maire Célestin Droulers, font que le 15 avril 1877 est posée la première pierre de la nouvelle église. L'insuffisance de fonds ne permet pas d'achever l'église et le nouveau bâtiment n'ayant pas de clocher pour des raisons de coûts, on garde le clocher de la troisième église qui est toujours sur son emplacement d'origine et de ce fait, la nouvelle église est séparée de son clocher de plusieurs mètres. La devanture, l'entrée d'église, les marches et la flèche ne sont pas construites. L'église possède trois autels, un autel au centre, dédié à Saint Nicolas et deux autres, à gauche et dédié à Notre-Dame et à droite, dédié à Saint Joseph.

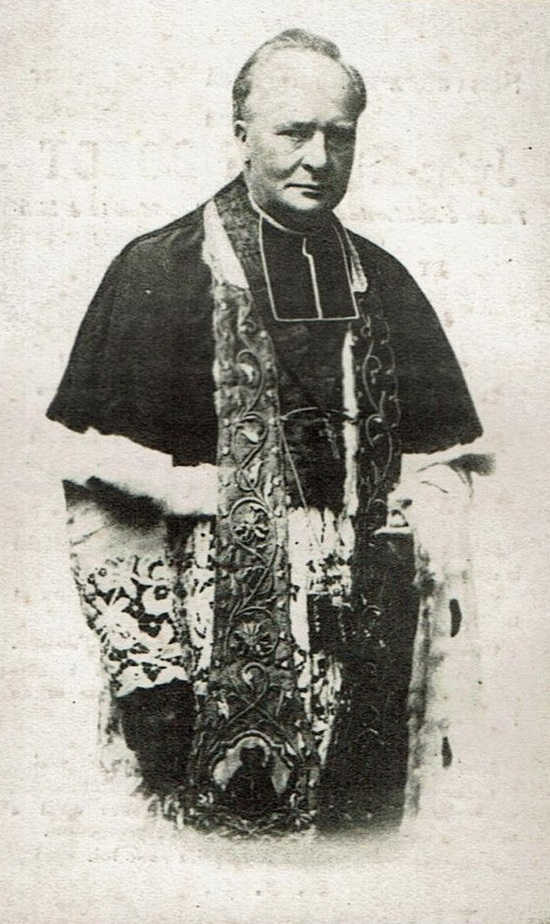
Jules-Hippolyte Boedt, premier curé de l'église Saint-Nicolas.

Lors de la séance du Conseil municipal du 19 janvier 1879, le conseil municipal de la commune de Wasquehal est réuni extraordinairement en vertu de l'autorisation du préfet du Nord en date du 14 courant, sur la convocation et sous la présidence de Célestin Droulers, maire. Sur la proposition du maire, le conseil, à l'unanimité, approuve le procès-verbal de réception définitive des travaux de reconstruction de l'église dressé par Jean-Baptiste Leroy, architecte à Lille, chargé de la surveillance et de la direction des travaux. En 1880, le clocher de la troisième église est installé sur la nouvelle église et y restera jusqu'en 1900.
La flèche de l'église est restaurée en 1892. Le 5 avril 1900, l'abbé Émile Maes, curé de la paroisse, bénit la première pierre. Un étui en cristal contenant des médailles et parchemins est enfermé dans la maçonnerie,. Lors de la construction du nouveau clocher, en septembre 1900, un bloc de pierre de 200 kg tombe sur le parvis de l'église. La cérémonie de bénédiction de l'église, avec son nouveau clocher, par l'abbé Paul Duthoit a lieu le 7 juillet 1901. 

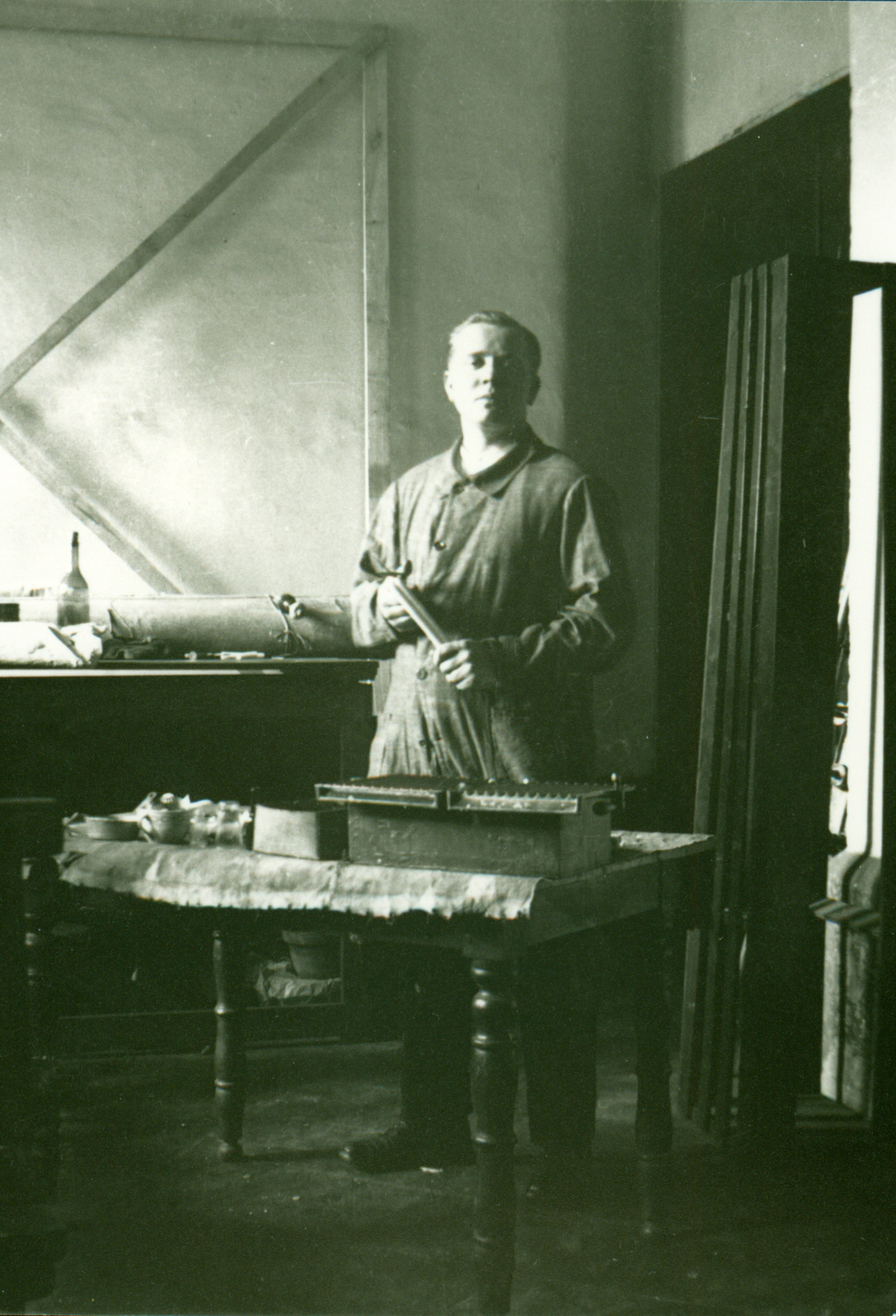
André Tiers, sacristain et maître de chapelle de l'église Saint-Nicolas.

En 1903, le conseil municipal par la voix de Louis Lejeune-Mulliez organise un vote pour ne plus maintenir le presbytère, mais 324 voix contre 234 voix font gagner les opposants du projet et en 1904, Henri Demulier, est nommé vicaire de Wasquehal.

En 1917, l’église est réquisitionnée par les Allemands pour les officiers protestants et subit de nombreuses déprédations sur ordre de la Kommandantur. Le 5 juillet 1917, une équipe de soldats escalade la tribune, pille les tuyaux de l’orgue. Le 20 décembre, les occupants procèdent à l’enlèvement de la plus grosse des cloches, Joséphine Charlotte. En 1929, deux autres cloches sont ajoutées, Marie-Clémentine-Eugénie-Henriette et Françoise-Thérèse-Jeanne-Amélie. Une réfection de l'église se fait en 1927. 

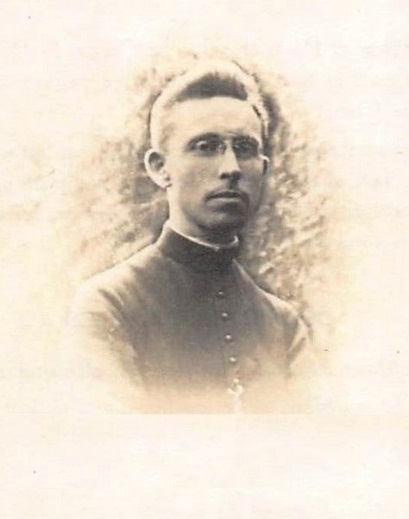
Omer Lehoucq, curé de l'église Saint-Nicolas de 1938 à 1946.

En 1992, des fouilles commencent sous le parvis de l'église en vue de la construction de l'arrêt de métro Wasquehal - Hôtel de Ville. Les fouilles mettent au jour les fondations de la première église et on y retrouve des tombes du Moyen Âge et, parmi elles, des tombes d'enfants où on trouve des billes en terre et des médailles en plomb de Saint Ghislain.
En 2014, une souscription publique est lancée pour la restauration de l'église et son clocher. La municipalité par le biais du conseiller délégué aux travaux supervise les travaux qui comportent la réfection totale des pierres en mauvais état, le remplacement des briques manquantes, le rejointoiement. La flèche de l'église est remise en état ainsi que la charpente. Une nouvelle horloge, un nouveau coq, de nouvelles chaises et un nouvel autel sont installés. La couverture aussi est refaite, avec de l’ardoise violette. Le système qui permet d’actionner les cloches et notamment les marteaux est remis à neuf et les vitraux sont réparés. La restauration de l'autel est confiée à l'architecte Pierre Joncquez. L'autel est taillé dans du marbre blanc de Carrare, le pied dans de la pierre de Soignies noire et le bois est doré. Sur la face avant, est installé un haut relief doré, œuvre de Stéphane Lemaire, sculpteur de Cassel. Le motif est inspiré d'un passage de l'évangile selon Saint Luc dans lequel Jésus rompt le pain en présence des Pèlerins d'Emmaüs. La dédicace de l'autel est faite par Laurent Ulrich. L'ancien autel a vocation à devenir le lieu de mémoire de l'ancienne chaire.
La tempête de février 2020 entraîne l’effondrement d’une partie du plafond de l'église. Des vents violents ont entraîné la chute d’une partie du plafond de l’église. l’effondrement d’une partie du plafond fait suite à une infiltration d’eau, provoquée par le mouvement d’une tuile sur le toit.
En 2022, la toiture, les façades et les vitraux de l’église Saint-Nicolas vont être refaits pour un montant estimé à 1,5 million d’euros hors taxes.

### Aspects politiques et religieux
En 1893, décède Henri-Joseph Vanalderwerelt, curé de Wasquehal qui est inhumé au cimetière du Centre.
En 1894, Une cérémonie expiatoire de la profanation et du sacrilège du cimetière du Centre est organisée en présence de 4 000 personnes en l'église Saint-Nicolas, suivie d'une procession au cimetière,.

En 1896, le Cercle Catholique est présidé par Hector Librecht, le patronage des jeunes gens par Gustave Mahieux, la société de Saint Vincent de Paul par Julien Delemasure et le pensionnat externat et asile, par les sœurs franciscaines de Calais. Des ducasses sont organisés par les catholiques de Wasquehal, comme le jour de la Fête de la Sainte Trinité, le dernier dimanche d'octobre, le jeudi de la Fête-Dieu, au Noir Bonnet, le 14 juillet au Triez et le 5e dimanche de septembre, au Petit-Wasquehal. 

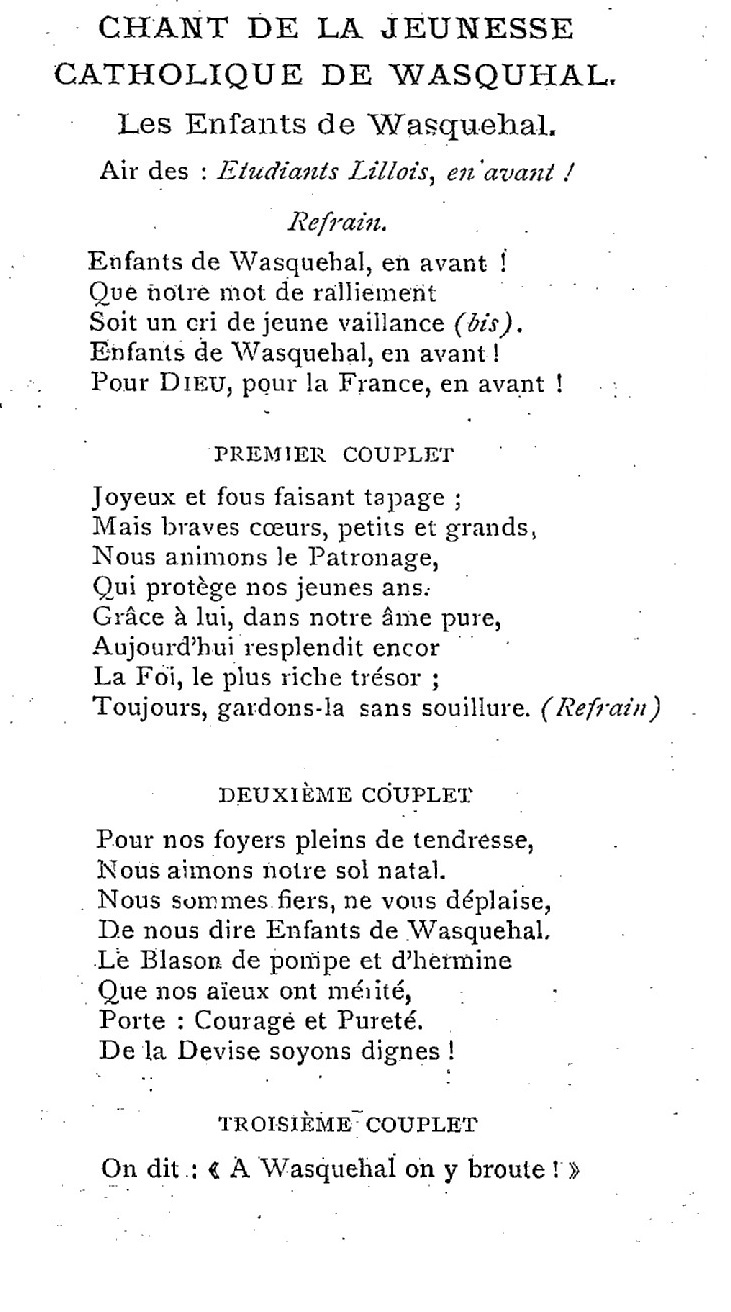
Chant de la jeunesse catholique de Wasquehal en 1899.

En 1902, le maire Louis Lejeune-Mulliez fait un rappel à l'ordre au curé de l'église. Tout attroupement, manifestation ou cortège sur la voix publique, sans autorisation du maire, est interdite. Le 1er novembre 1902, le curé et son clergé se sont rendus au cimetière du Centre en cortège, sans avoir demandé une autorisation spéciale du maire.
En 1903, Victor Delourme, maire de Wasquehal de 1892 à 1896, est nommée sacristain en 1903.
Le 23 novembre 1906, pour s'opposer à l'inventaire des biens de l'église, les fidèles et le clergé se barricadent dans l'église et sonnent le tocsin et l'abbé Jérémie Jules Tobie Camerlynck frappe le commissaire de police qui avait gardé son chapeau dans l'église. Le maire Louis Lejeune-Mulliez ayant aussi gardé son chapeau, une altercation s'ensuivit avec l'abbé Victor Fogt. Ce dernier décoiffe aussi le maire. Le prêtre est envoyé à la prison de Lille pour un mois,.
En janvier 1907, le maire Louis Lejeune-Mulliez, pour faire l'inventaire des biens de l'église, charge un huissier de faire fermer le presbytère qui s'y refuse. Le maire, alors accompagné de son secrétaire et des deux gardes champêtres, se présente lui-même et y pénètre malgré la résistance du curé et des vicaires qui sont expulsés. Une femme, Justine Mercier est arrêtée pour insultes. Les deux gardes champêtres ont passé la nuit dans l'église pour empêcher les prêtres d'y rentrer. Le 13 janvier, le maire de Wasquehal, fait installer les bureaux de la mairie, dans le presbytère et transforme ce dernier en mairie.

En 1931, l'église Saint-Nicolas participe au cinquantenaire des Congrès Eucharistiques Internationaux (1881-1931) sous la présidence du Cardinal Liénart. En 1937, le général Aimé Doumenc préside la remise du drapeau au groupement des Amicales de S.O.R. de Wasquehal, Croix et Flers. Le rassemblement, qui part de la place de Croix, comprend les amicales et délégations  qui défilent vers la place de Wasquehal, précédée de la musique du 43e  R.I., le drapeau est bénit en l'église Saint-Nicolas. La Maîtrise Saint-Nicolas et le Club Symphonique de Croix interprètent divers morceaux de circonstance, ainsi que le baryton Robertville, de Radio P.T.T. Nord. 

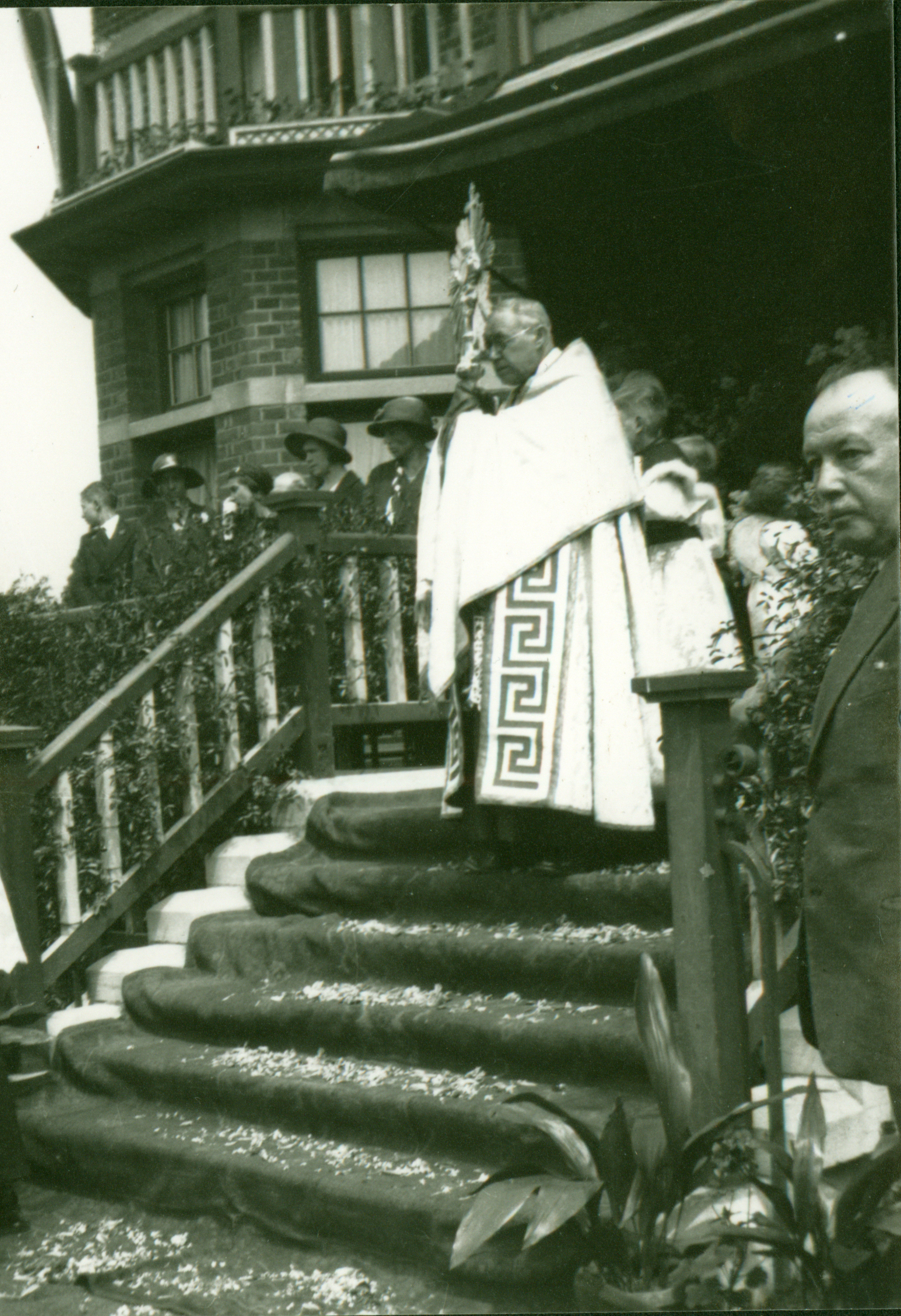
Edmond Delcambre, abbé de l'église Saint-Nicolas lors de la procession Fête-Dieu en 1932.

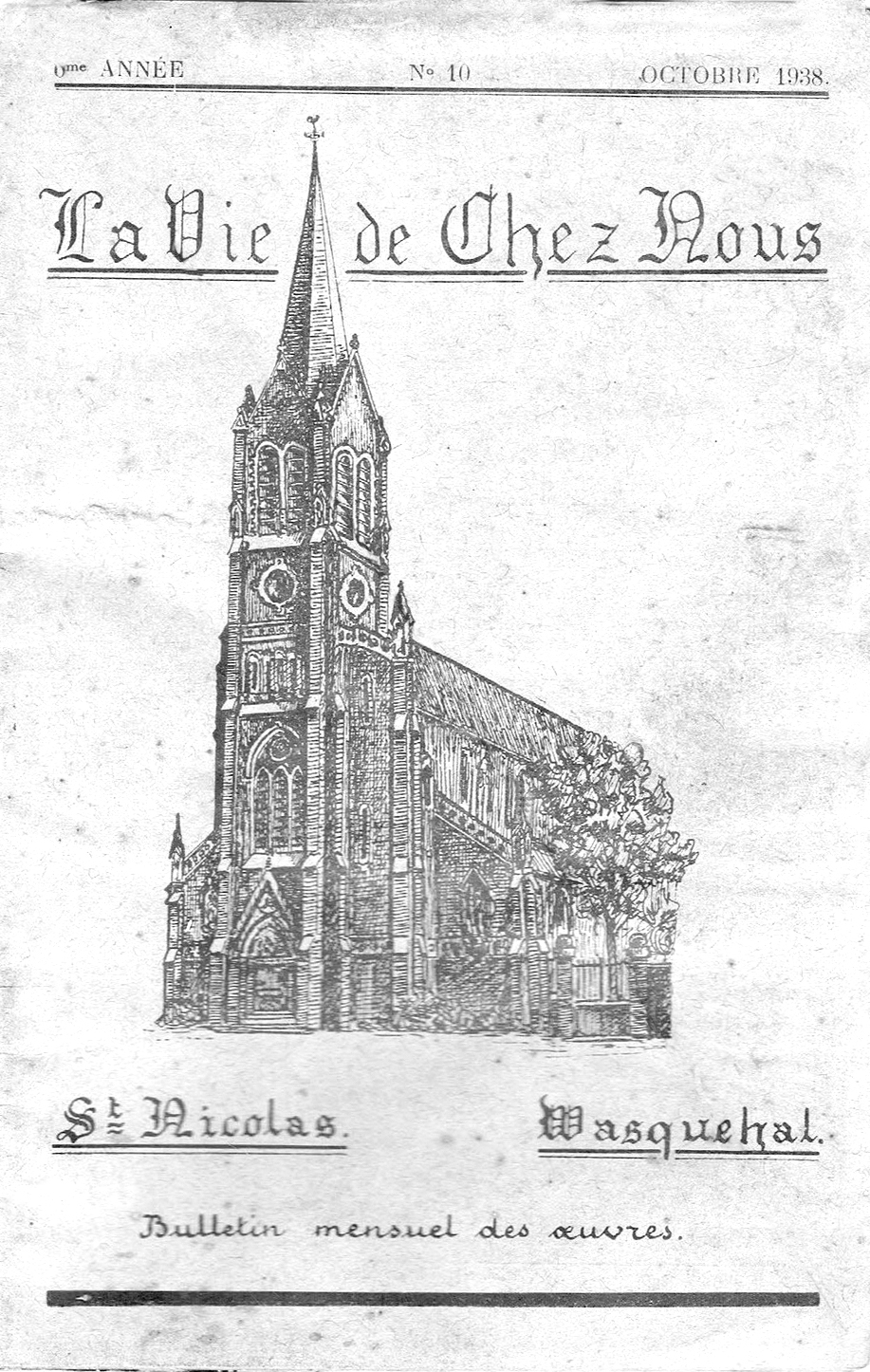
Bulletin mensuel des œuvres de l'église Saint-Nicolas en 1938.

Depuis mars 1952, l'archidiocèse de Lille, possède une concession au cimetière du Plomeux de Wasquehal pour y inhumer les prêtres des églises Saint-Nicolas et Saint-Clément de Wasquehal. Les paroissiens de Saint-Nicolas et Saint-Clément font bâtir, avec leurs dons, un calvaire dans le cimetière du Plomeux en 1953. Il est placé sur un terrain offert par la commune. Le 1er juillet 1954, le tribunal administratif de Lille donne un jugement dans l'affaire de la commune de Wasquehal contre l'abbé Jean-Édouard Dubois dans une jurisprudence sur les abords immédiats des églises. Les abords immédiats « quand ils ont toujours été eux-mêmes utilisés à des fins cultuelles » sont considérés comme dépendance de l'édifice de culte. En 1954, les dames font leur entrée dans la chorale de l'église Saint-Nicolas qui devint donc mixte.
En 1955, Henri Demulier, ancien curé de Wasquehal, meurt. Il était prêtre du diocèse de Lille, militant du rapprochement franco-allemand, et avait dirigé la correspondance catholique franco-allemande (1923-1927) et fut aussi curé de la paroisse de Coudekerque-Branche. Il fut considéré comme le modèle du prêtre pacifique. Il rencontra Benoît XV au cours de son séjour à Rome en 1905.
Le dimanche 15 octobre 2005, la messe est retransmise pour l'émission Le Jour du Seigneur.
En 2015, décède Fernand Jenau, sacristain de l'église.

### Chorale Les amis réunis
En 1888, la chorale de l'église Saint-Nicolas est formée sous le nom Les Amis Réunis. Les membres se réunissent dans un estaminet. Une quinzaine d’hommes rehaussaient de leurs chants les cérémonies religieuses et animaient les séances récréatives. La chorale est antérieure à la loi civile sur les associations. Le café Détailleur héberge la chorale jusqu’au début du XXe siècle où la loi de séparation de l’Église et de l’État obligera les choristes à changer de siège social, Henri Détailleur étant devenu maire. la chorale tiendra ses réunions au café Deperbelle, plus près de l’église puisque situé 4 place du Général-de-Gaulle, situation qui dura jusqu’en 1959.
Le 24 décembre 1929, le président de la chorale Les amis réunis, Ernest Duthoit, meurt tragiquement pendant la messe. Il quitte la ferme du Triest (actuellement ferme Dehaudt) à 23 heures 30 pour assister à la messe de minuit en l’église Saint-Nicolas. Il arrive aux dernières marches menant à la tribune où les choristes sont réunis pour interpréter les chants de la messe qui allait commencer, quand il s’affaisse et vomit le sang, victime d’une hémorragie stomacale.

## Le monument

### Structure et dimensions
L'église comporte un seul vaisseau d'une longueur de 57 mètres, flanqué de bas-côtés. L'abside se termine en un hémicycle à cinq pans, et les fenêtres de forme ogivale ont un contour de pierres blanches. La hauteur intérieure de la voûte de la grande nef est de 16 mètres, 7 mètres pour les nefs latérales. La façade de style gothique possède un tympan de pierres sculptées, et un portail de chêne. La tour culmine à 40 mètres de hauteur, tandis que le clocher atteint les 50 mètres.

### Matériaux de construction
Le bâtiment est construit en brique rouge et en pierre blanche issue des carrières de Lezennes. Les toits sont recouverts d'ardoise. La couverture à toits pointus est d'ardoise et la maçonnerie principale de briques.

### Extérieurs
La façade de style gothique possède un tympan de pierres sculptées et un portail de chêne. Les façades sont principalement construites en brique rouge, mais comportent également des éléments en pierre de couleur claire, tels que les encadrements des ouvertures.

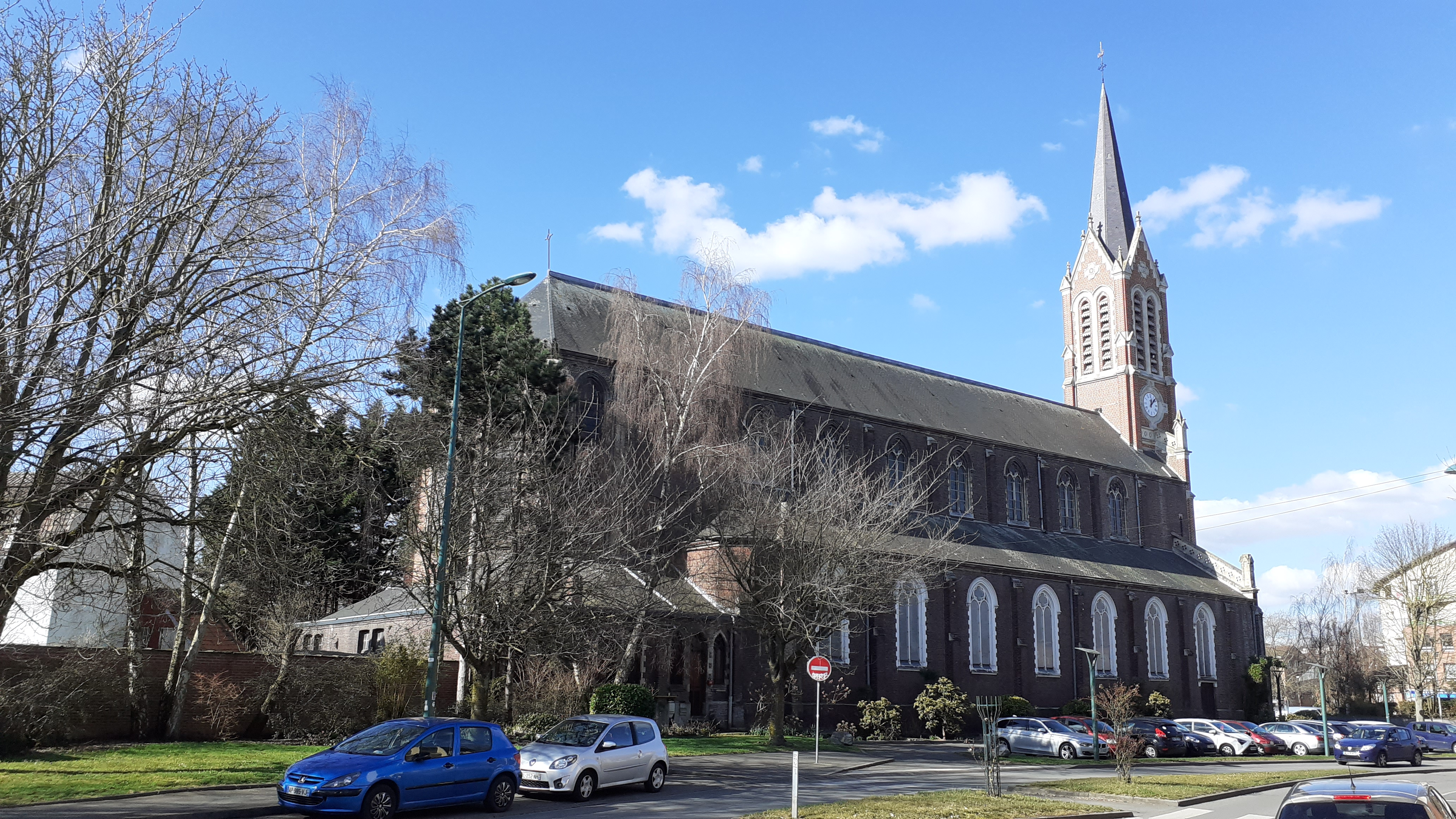
Façade nord de l'église Saint-Nicolas.
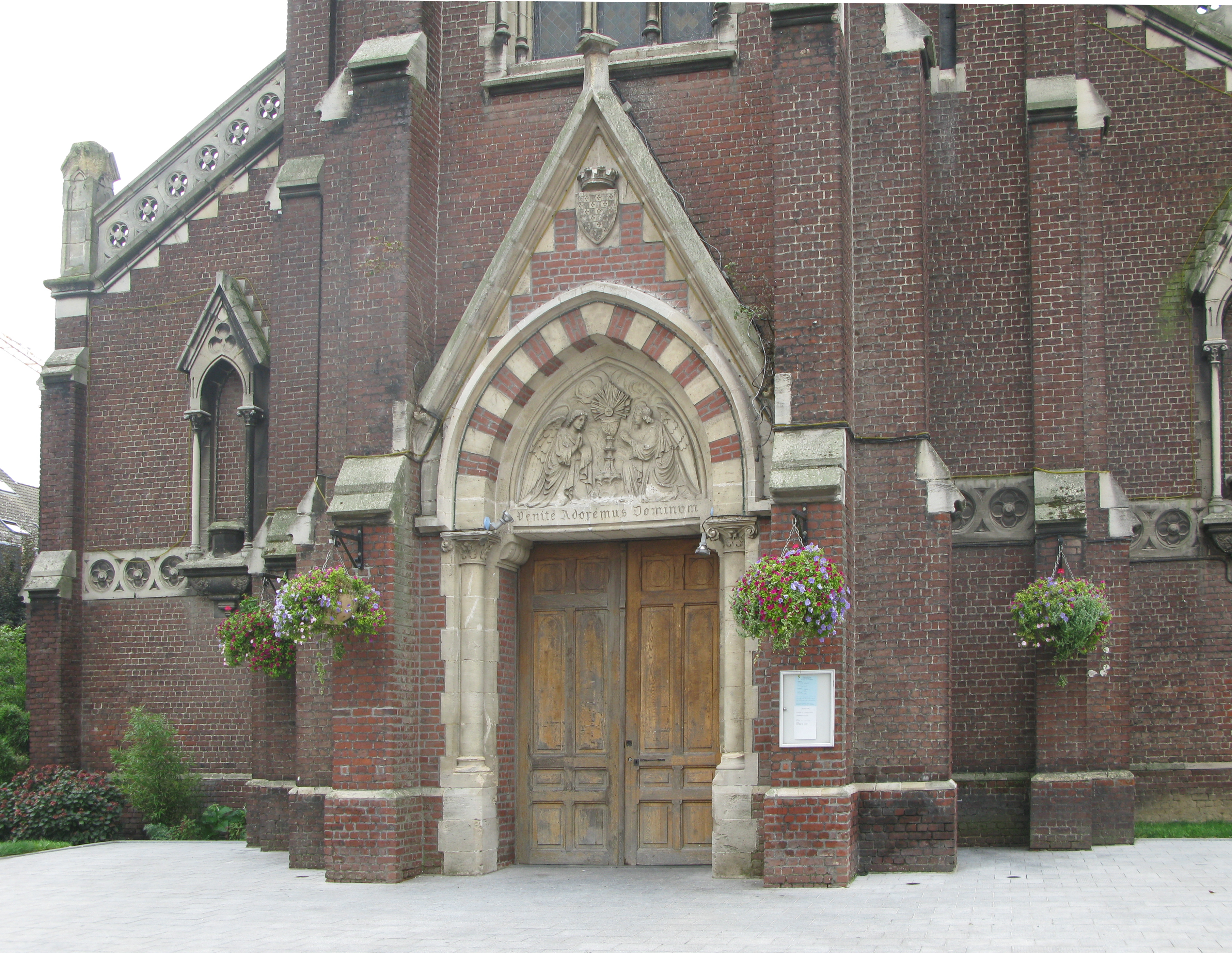
Portail de l'église, avec sa porte en chêne.
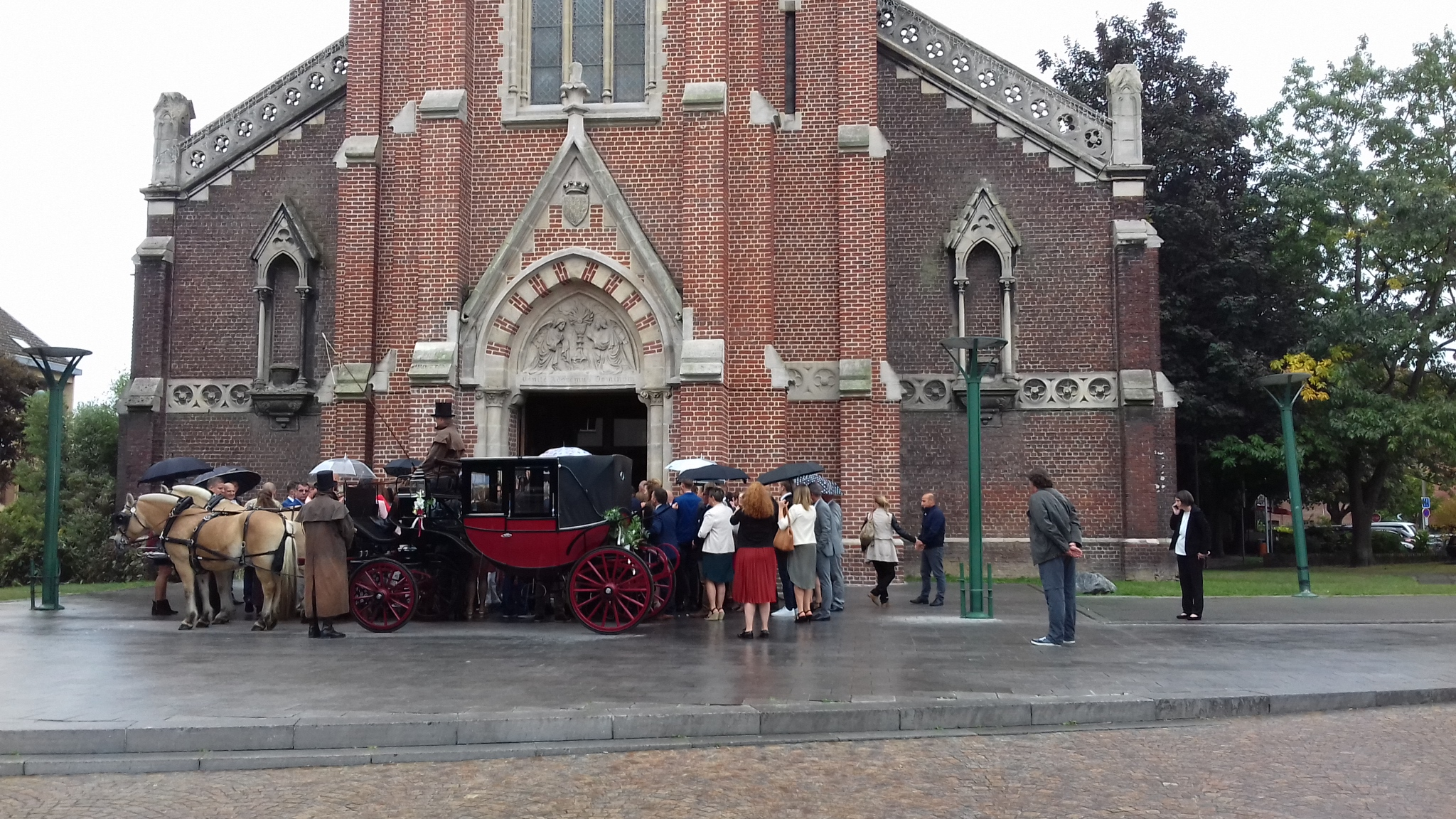
Parvis de l'église Saint-Nicolas.
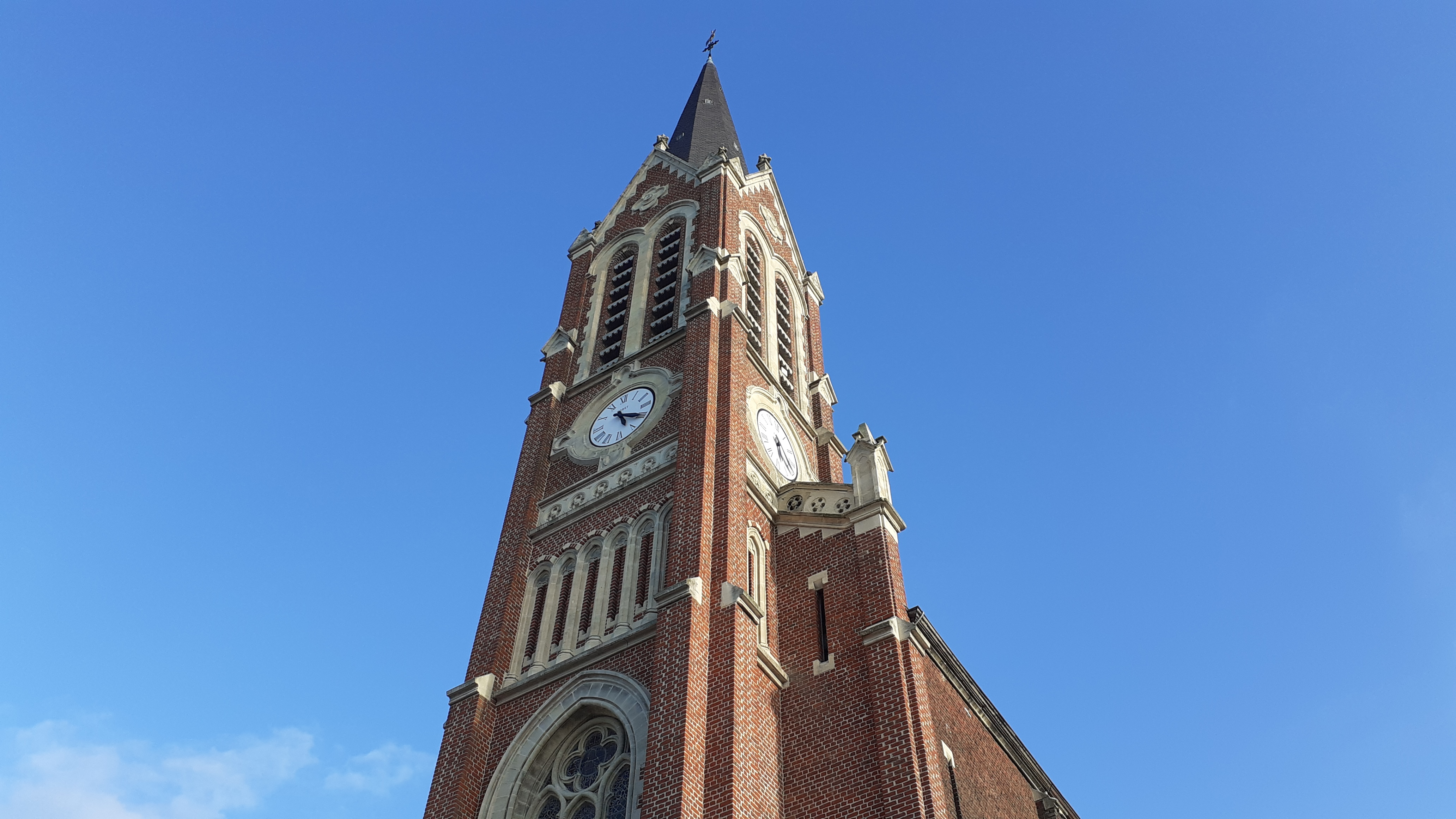
Clocher de l'église Saint-Nicolas.
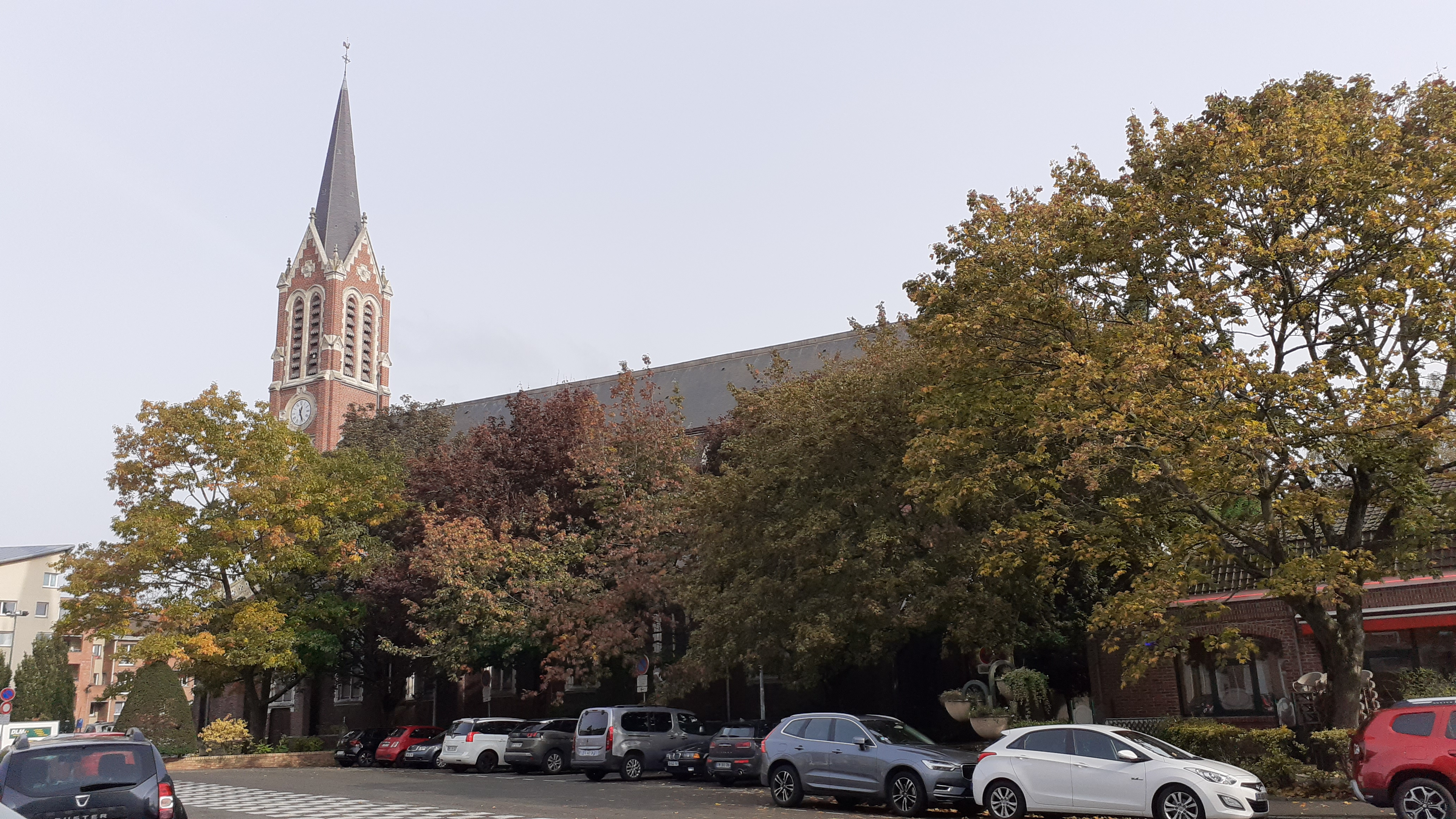
Façade sud de l'église Saint-Nicolas.

### Intérieur
On trouve, à l'intérieur de l'église, une nef et, au bout, l'autel, un relief représentant l'offrande de l’église par Saint Nicolas au Sacré-Cœur et l'orgue de l'église Saint-Nicolas.

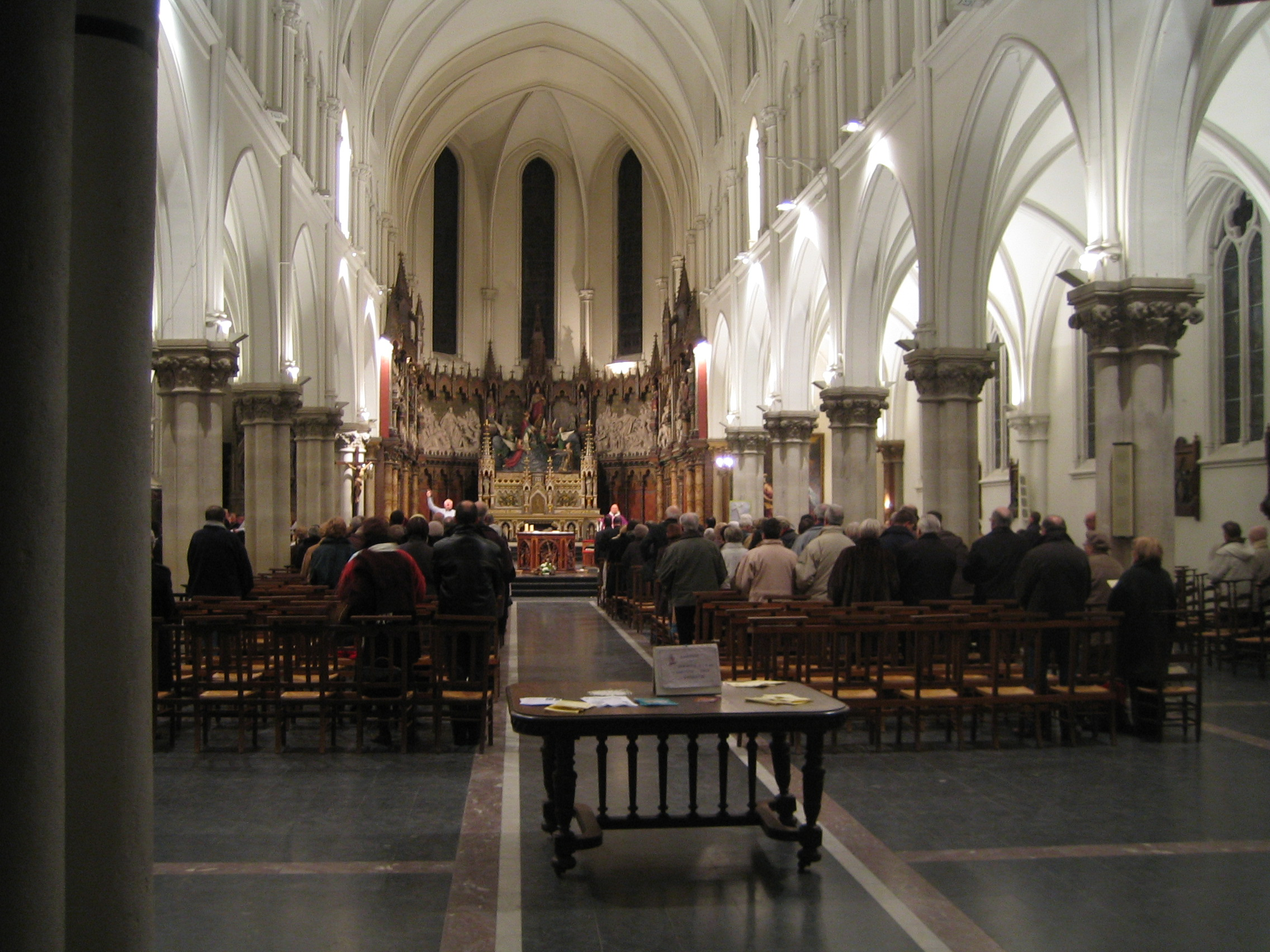
Nef de l'église Saint-Nicolas.
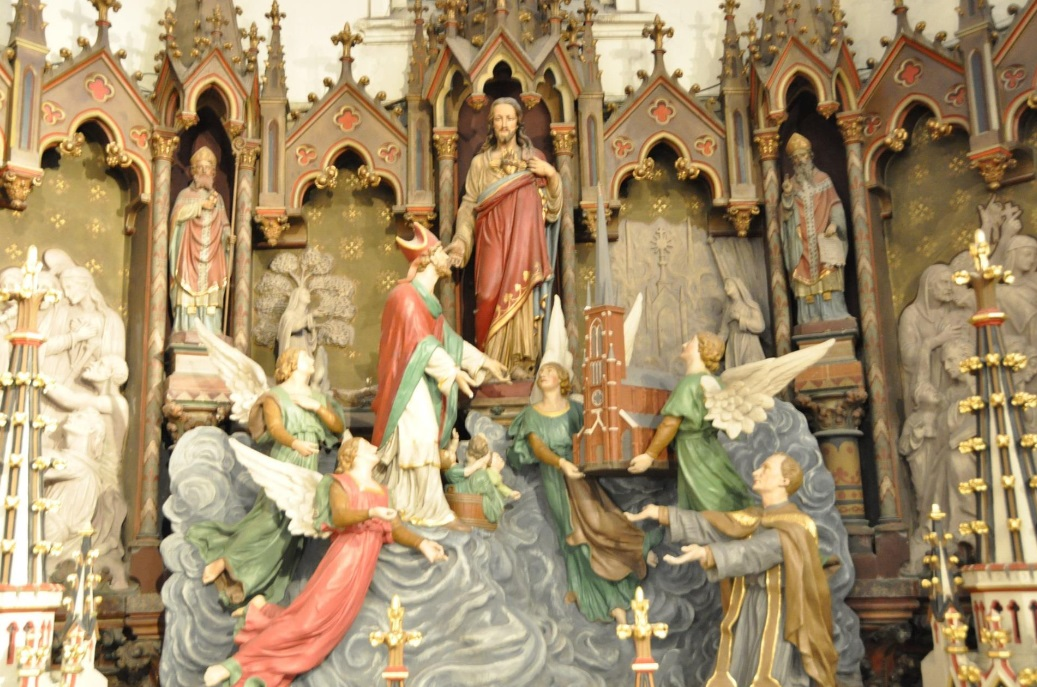
Relief de l'offrande de l’église par Saint Nicolas au Sacré-Cœur.
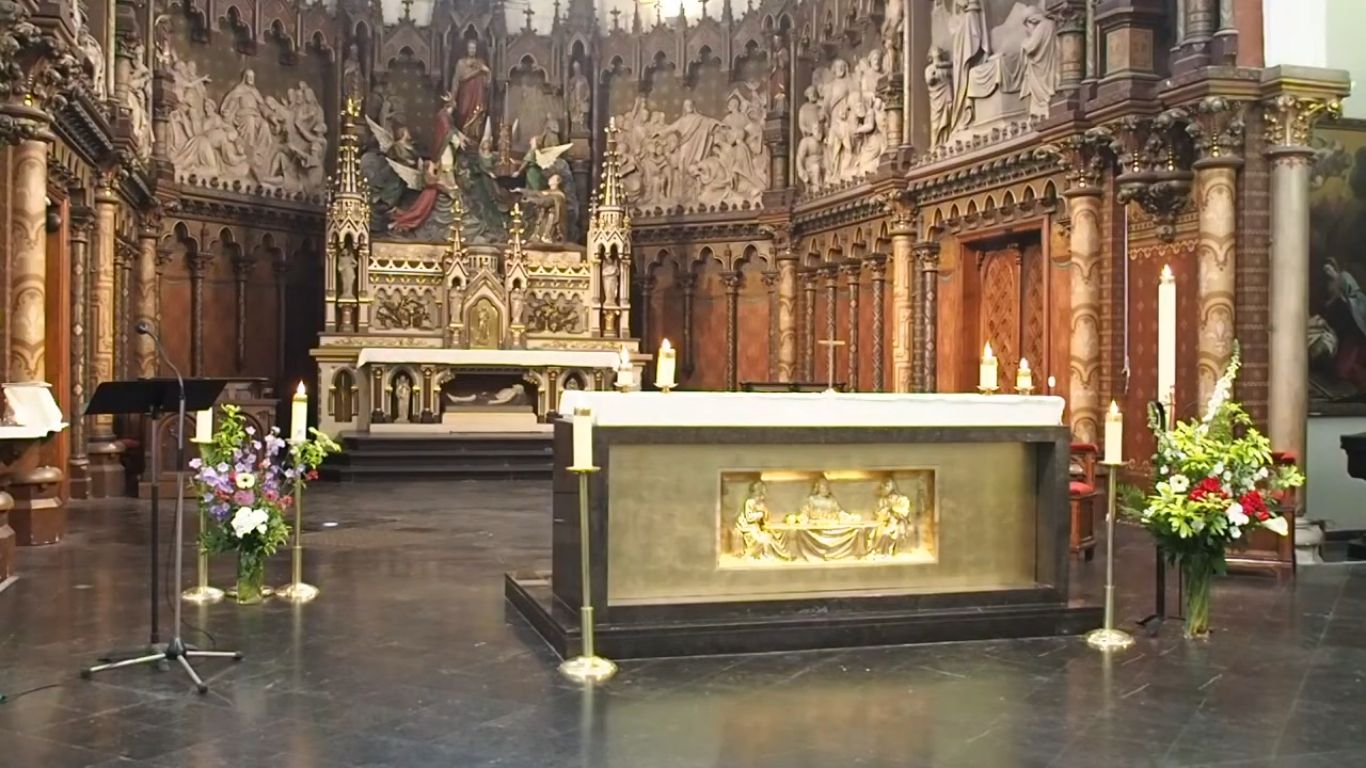
Autel de l'église Saint-Nicolas.
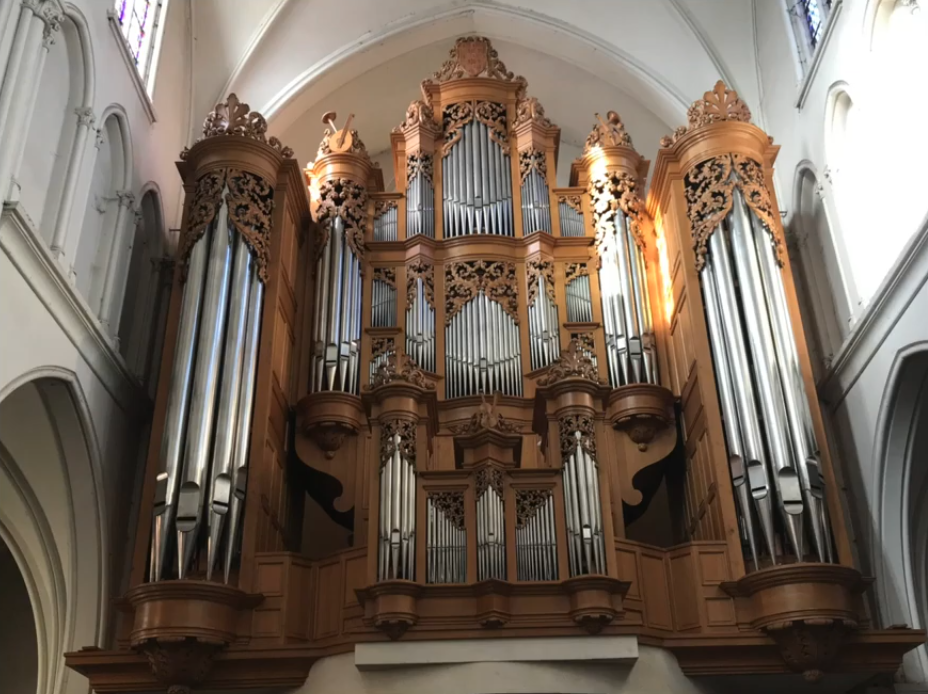
Orgue de l'église Saint-Nicolas.

### Cloches
En 1820, deux cloches sont ajoutées, une grosse cloche, nommée Joséphine-Charlotte, dont le parrain et marraine sont respectivement Charles Hyacinthe Joseph Lespagnol de Grimbry et Marie Jeanne Henriette Hyacinthe Joseph Thieffries de Rœux et une petite cloche, nommée Caroline-Ferdinande, dont le parrain et la marraine sont respectivement Charles François Marie Le Prévost de Basserode et Hyacinthe Joseph Desfontaines d'Azincourt. Elles sont installées sous l'autorité d'Antoine-Henri-Joseph Du Castillon, curé de Wasquehal. Ces cloches sortent de l'atelier d'Eustache-François Corsin, à Lille.
Le 20 décembre 1917, les allemands procèdent à l’enlèvement de la plus grosse des cloches, Joséphine Charlotte. En 1929, deux autres cloches sont ajoutées, Marie-Clémentine-Eugénie-Henriette et Françoise-Thérèse-Jeanne-Amélie.
Le clocher abrite trois cloches, une de l’ancienne église, nommée Caroline-Ferdinande (210 kg et 0,75 mètre de diamètre), et les cloches Marie-Clémentine-Eugénie-Henriette et Françoise-Thérèse-Jeanne-Amélie. Les cloches sont bénites par Achille Liénart et les parrains sont Jean-Baptiste Lebrecht, Clément Dupire et mesdemoiselles Deldalle et Montaigne.

### Trésor de l'église
L’église Saint-Nicolas possède trois reliquaires en forme de chapelle de style néogothique qui contiennent : 
- Des ossements des martyrs issus du massacre de la légion thébaine provenant de l'abbaye territoriale de Saint-Maurice d'Agaune, qui ont été déposés par l'abbé Hippolyte Boedt et authentifiés par François Villain de Gand, évêque de Tournai, vers 1653[68]. Les ossements ornent l'autel latéral de droite et qui ont été scellés le 15 avril 1877 du cachet de Henri Monnier, évêque in partibus de Lydda, auxiliaire de René-François Régnier, archevêque de Cambrai.
- Des ossements de saint Christophe qui contiennent un fémur, un os de jambe et un parchemin d’authentification[69].
- Des ossements de saint Fortunat[12] qui comprennent divers fragments d’os et un crâne consolidé de cire et ceint d’un demi-bandeau gravé et leur parchemin d’authentification[70].

L'église possède un tableau de Jacob van Oost le Jeune, intitulé La nativité et avant la révolution française, elle possédait un antependium et une statuette représentant Notre Dame des Sept Douleurs. L'abbé Émile Maes possédait avant 1900, une relique de Saint-Amand dans une enveloppe. Sur l'enveloppe est inscrit De vestimentis et pulvere ossium Sancti Patris nostri Amandi, extractis e tumulo ejusdem. Ce document porte la date de 1749, signé de l'abbé et contresigné du curé de la paroisse de l'Abbaye de Saint-Amand.

### Orgue
Un premier orgue fut bénit et inauguré le 3 août 1851. Un deuxième orgue de dimensions modestes (un seul clavier) fut installé en 1880. En 1937, André Tiers, maître de chapelle, tient les orgues. L'orgue est restauré en 1971.
Dans les années 1980, l’orgue de l’église Saint-Nicolas, qui date de la fondation de l'église, est abîmé. Un projet Grandes Orgues est lancé en 1985 pour remplacer les grandes orgues, par des orgues construites à l'identique de celles du XVIIe siècle.
L'orgue est transféré à l'église de l'Immaculée-Conception-de-Notre-Dame de Wervicq, par Jean Bruggeman facteur d'orgue de Courtrai en 1988. De nouvelles grandes orgues sont commandées et elles sont inaugurées en décembre 1989. Leur installation a été l’occasion d’une vaste restauration de l’église. Le 2 décembre 1989, un nouvel orgue de l'église est donc inauguré. Sa réalisation a nécessité l'utilisation de trois tonnes d'étain et de plomb, de 50 mètres cubes de chêne et d'épicéa et d'une centaine de peaux de mouton tannées. Cette même année en l'église Saint-Nicolas, la cantate Christus, der ist mein Leben est dirigée par Robert Deleersnyder avec Gérald Guillemin à l'orgue. Un timbre-poste Wasquehal - Nord a été émis en 1991 avec l'illustration du buffet d'orgue.
Le premier concours international de Wasquehal-Saint Omer, concours d'orgue et chant sacré, est organisé en 1993 : il verra par ailleurs Iain Simcock remporter le concours. Captation musicale avec la sortie, en 1994, d'un coffret sur le label Ligia records, avec les œuvres complètes à l'orgue de Dietrich Buxtehude, jouées par Olivier Vernet. En 2010, Didier Braem, Yamauchi Misao et Laetitia Mestdag, avec en outre le concours de Samuel Dobrakowski, tiennent les orgues.
L'orgue est de facture allemande et a été réalisé par Gérald Guillemin. Il est orné de sculptures en chêne massif sur les frontons du buffet et des tourelles. Il possède trois claviers de 56 touches et 2800 tuyaux. L'orgue est situé sur la tribune, au-dessus du porche (qui est toutefois orienté nord-nord est). Deux corps dont positif de dos et deux tourelles de pédale. Console en fenêtre à trois claviers de 56 notes et pédalier de 30 notes. Traction et registration mécaniques. Depuis 2015, Grégory Rattez, le directeur du conservatoire de Wasquehal, accueille des élèves dans sa classe d’orgue de l'église. En septembre 2018, les orgues sont rénovés. Le marché a été attribué à Quentin Requier. L'inauguration de déroule le vendredi 7 juin 2019, avec Philippe Lefebvre aux claviers.
Après la restauration opérée par Quentin Requier, Michel Alabau a enregistré sur Youtube : la toccata "dorienne" BWV 538 de J.S. Bach, un concerto en la mineur de Walther (d'après Torelli) et une improvisation.
| I - Rückpositiv  | II - Hauptwerk | III - Oberwerk | Pédale       |
| ---------------- | -------------- | -------------- | ------------ |
| Viola di gamba 8 | Quintaden 16   | Principal 8    | Principal 16 |
| Gedackt 8        | Principal 8    | Gedackt 8      | Octav 8      |
| Octave 4         | Quintaden 8    | Rohrflöte 4    | Octav 4      |
| Rohrflöte 4      | Rohrflöte 8    | Nasat 2 2/3    | Nachthorn 2  |
| Waldflöte 2      | Octave 4       | Octava 2       | Mixtur VI    |
| Octava 2         | Spitzflöte 4   | Tertia 1 3/5   | Posaune 32   |
| Sesquialter II   | Quinta 2 2/3   | Quinta 1 1/3   | Posaune 16   |
| Mixtur IV-V-VI   | Octava 2       | Sifflöte 1     | Trompete 8   |
| Krummhorn 8      | Mixtur VI      | Cimbel III     | Clarin 4     |
|                  | Cornet V       | Vox humana 8   |              |
|                  | Fagott 16      |                |              |
|                  | Trompete 8     |                |              |

Accouplements à tiroir I / II et III / II ; tirasses II, III Tremblants I, II, III. Accord : La 440 à 15 °C. Tempérament Kirnberger III. Pressions de 78 mm aux manuels et 85 mm à la pédale.

### Vitraux
- Nef, côté Est :  Thème "La vie de la Vierge Marie"
  - 1 Entrée de Marie au temple, signé "Vilmant & Laurant", daté 1930
  - 2 Annonciation, signé "Léon Lefèbvre, Paris", daté 1878
  - 3 Visitation
  - 4 Nativité de Jésus, signé "Haussaire, peintre verrier, Lille"
  - 5 Présentation de Jésus au Temple
  - 6 Couronnement de la Vierge
  - 7 La Vierge remet le Rosaire à Saint Dominique, signé "Ol. Durieux à  Aulnoy (Nord)", daté 1888

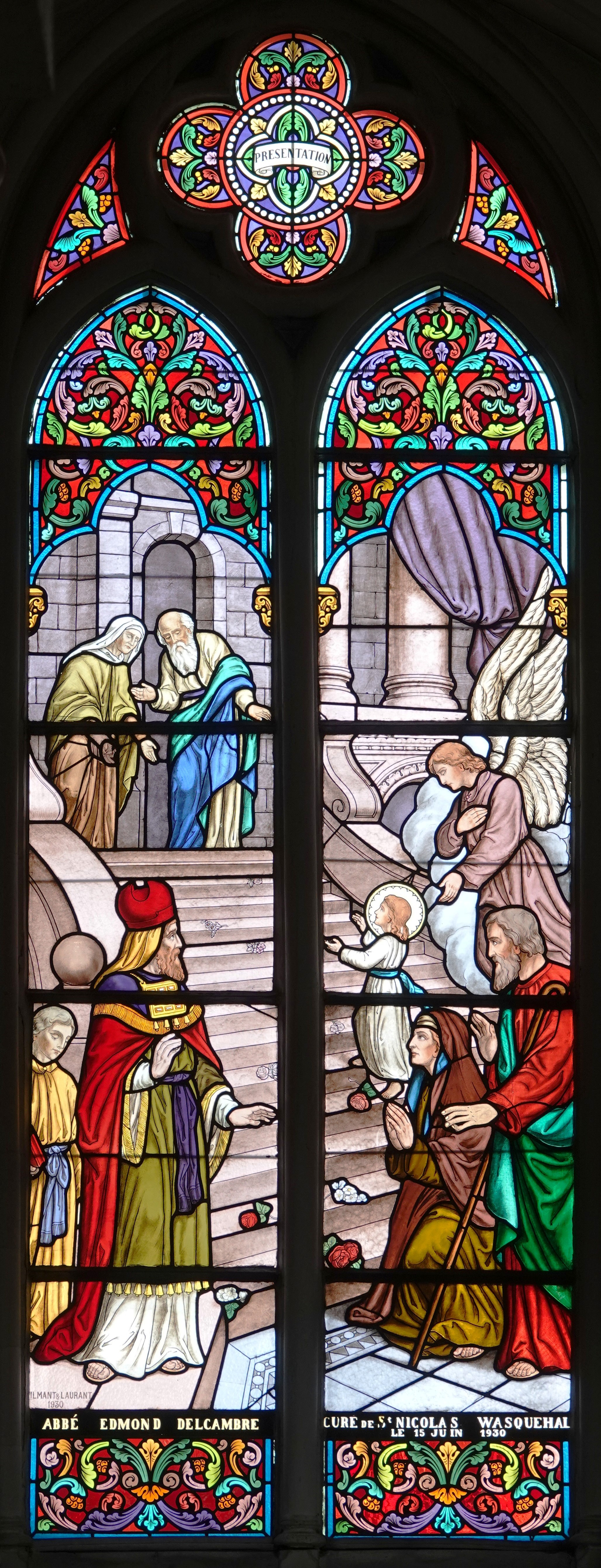
1
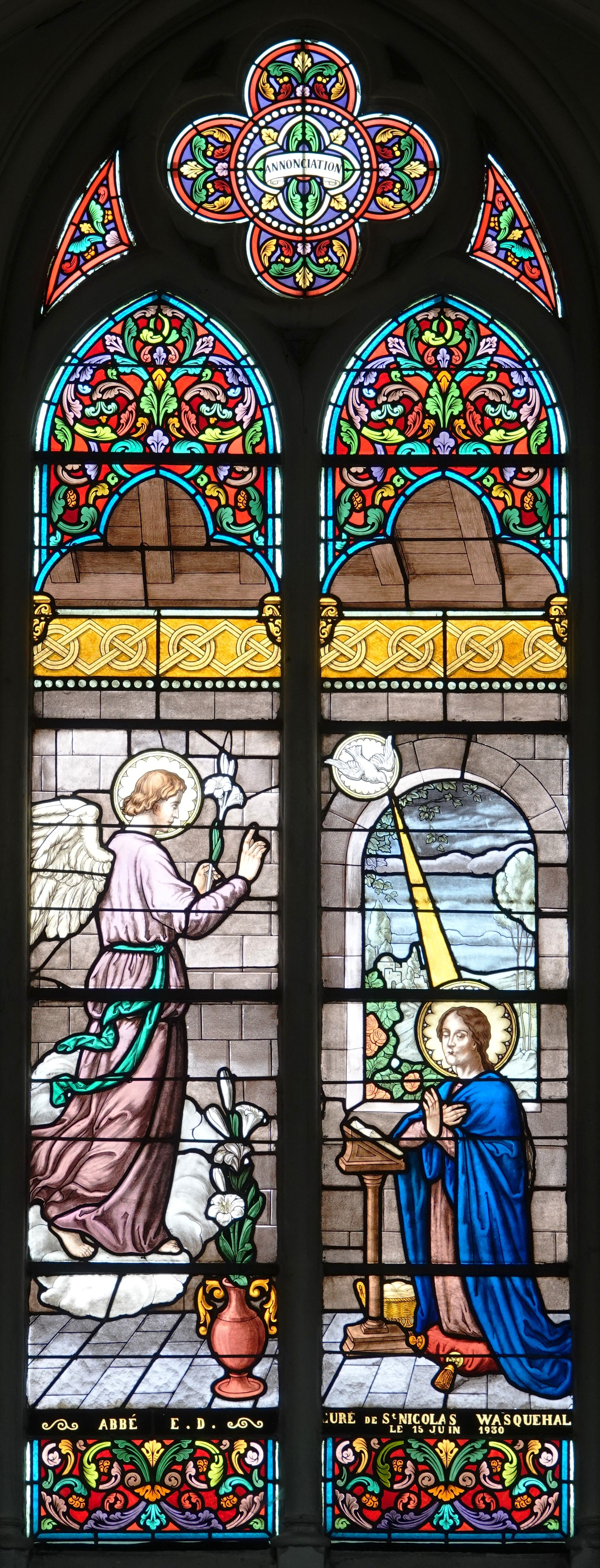
2
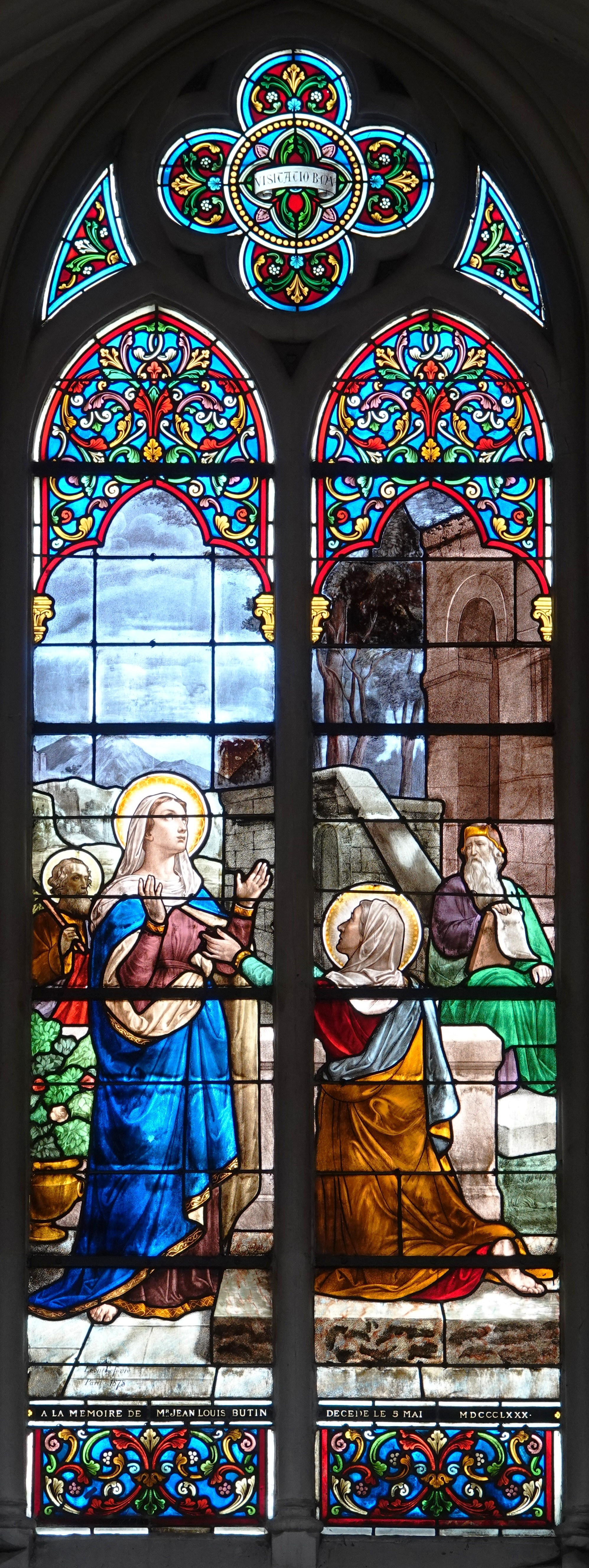
3
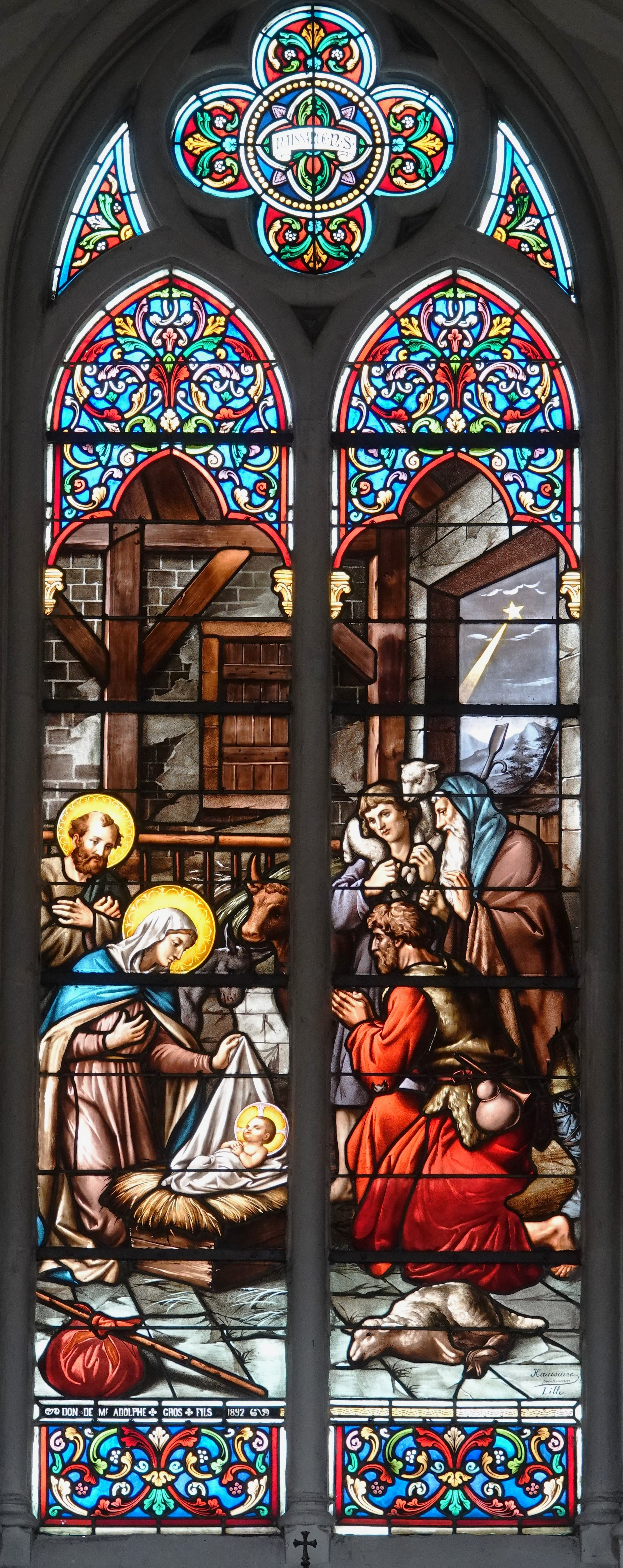
4
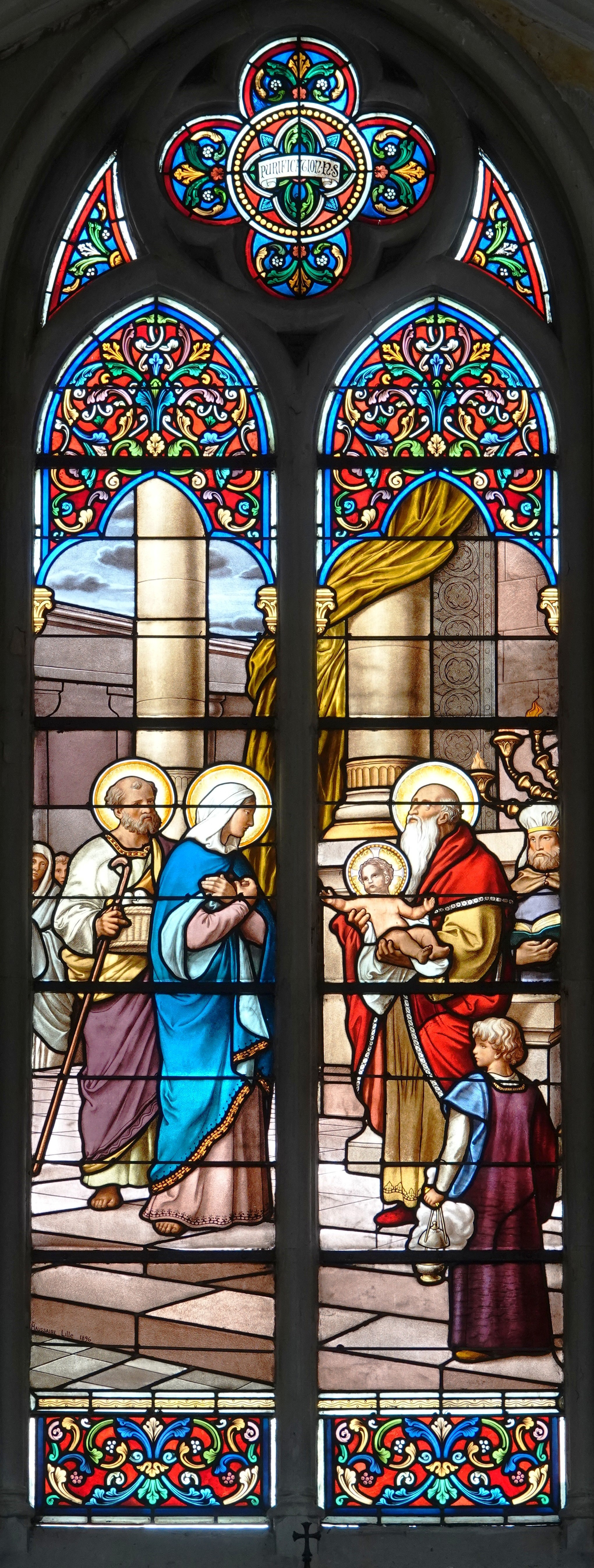
5
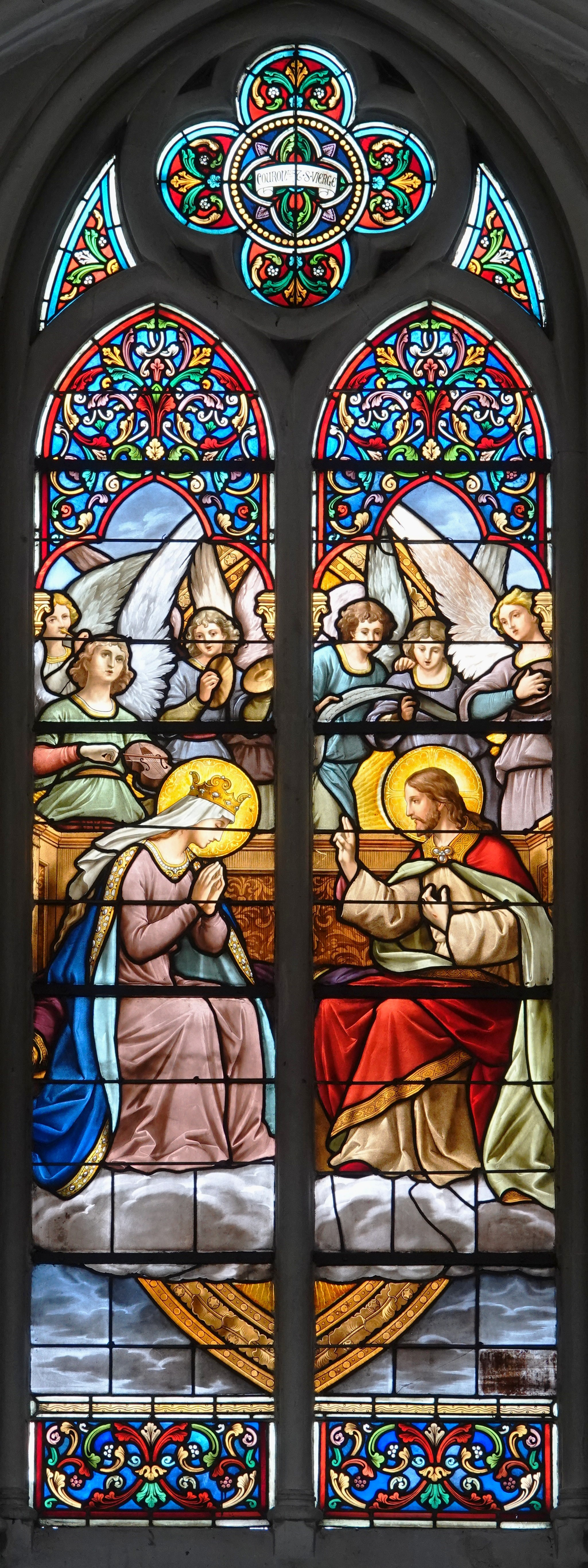
6
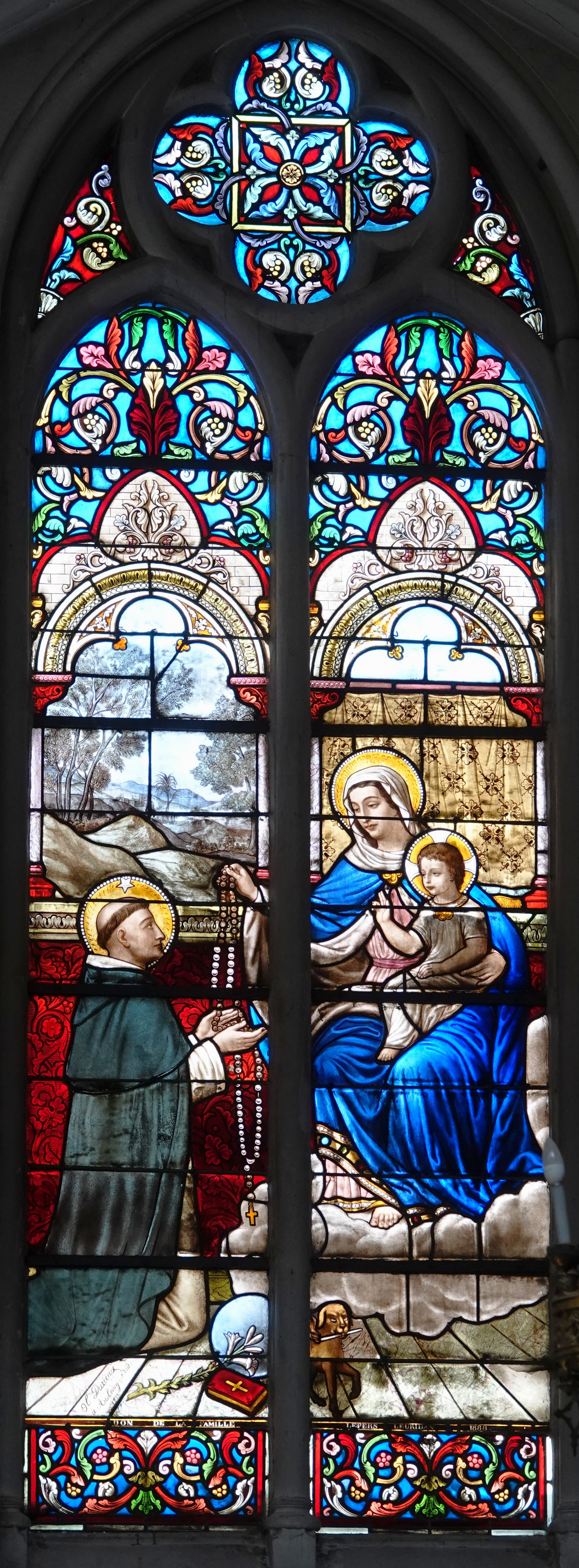
7

- Nef, côté Ouest :  Thème "La vie de Saint Joseph"
  - 8 Pie IX proclame Saint Joseph protecteur de l’Église
  - 9 Mort de Saint Joseph
  - 10 La Sainte Famille
  - 11 La Fuite en Égypte
  - 12 Les Saints Innocents, Livre de Jérémie
  - 13 Jésus et les docteurs de la loi
  - 14 Mariage de Joseph et Marie

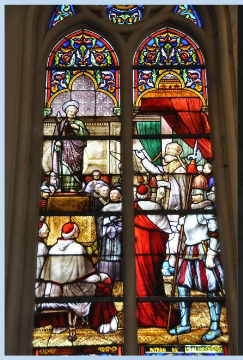
8
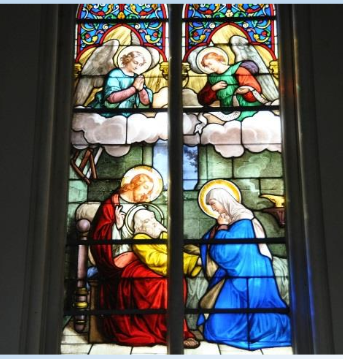
9
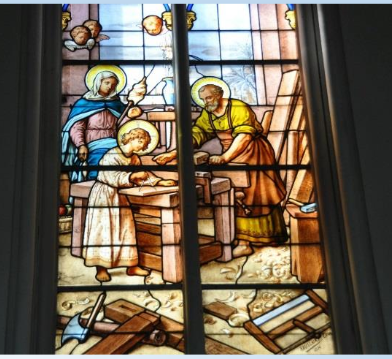
10
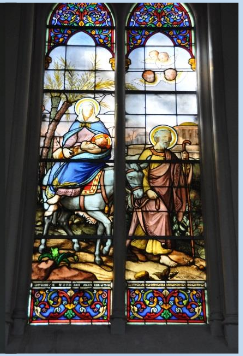
11
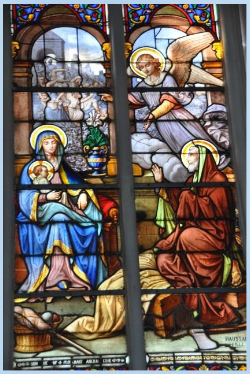
12
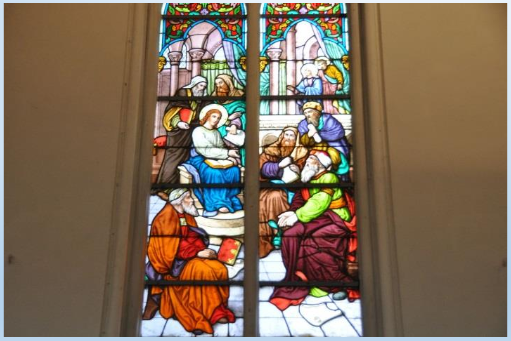
13
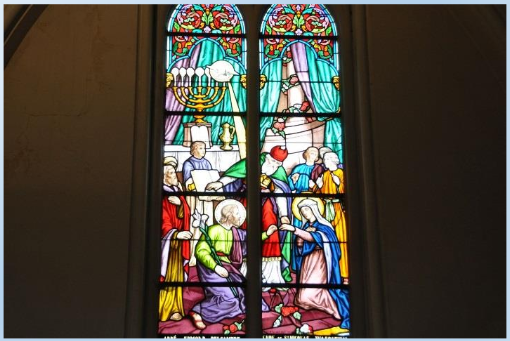
14

- Chœur/Abside : 3 scènes résumant la foi chrétienne
  - Côté Est : Epiphanie (image de l'incarnation)
  - Au centre : Crucifixion
  - Côté Ouest : Résurrection

## Lieu de culte catholique
En l'église Saint-Nicolas, cinq offices quotidiens sont célébrés du lundi au vendredi. L'église célèbre les mariages le samedi.

## Liste des responsables successifs
- Curé Jean Agache (1474-1478)
- Curé Jean Joseph (1483-1484)
- Curé Jean Joseph (1491-1500)
- Curé Nicolas Agache (1500-1530)
- Curé Maximilien Le prévôt (1530-1540)
- Curé Jean Van der Dyck (1540-1540)
- Curé Pierre Miroul (1540-1556)
- Curé Adrien Malfaict (1556-1613)
- Curé Guillaume De le Vallée (1593-1595)
- Curé Pierre Warlop (1595-1596)
- Curé Augustin Pipelaert (1595-1611)
- Curé François Cauchie (1611-1612)
- Curé Romain Lambert (1612-1620)
- Curé Michel Moturier (1620-1620)
- Curé Liévin Hermel (1620-1657)
- Curé Henri Danel (1657-1661)
- Curé Jacques Blampain (1661-1714)
- Curé Pierre-Joseph Ternois (1714-1754)
- Curé Jean-Baptiste Bernard (1754-1757)
- Curé Pierre-Antoine Dubreucq (1757-1760)
- Curé Jean-Michel Odou (1760-1791)
- Curé Antoine-Henri-Joseph Du Castillon (1791-1839)
- Curé Hector-Louis Merlin (1839-1847)
- Curé Auguste-Désiré Lambelin (1847-1873)
- Curé Jules-Hippolyte Boedt (1873-1883)
- Curé Henri-Joseph Vanalderwerelt (1883-1893)
- Curé Clotaire Plouchart (1893-1897)
- Curé Émile Maes (1897-1904)
- Curé Edmond Philippe Joseph Delcambre (1904-1938)
- Curé Omer Lehoucq (1938-1946)
- Curé Jean Dubois (1946-1959)
- Curé Joseph Vermeulen (1959-1974)
- Curé Pierre Chuffart (1974-1983)
- Curé Robert Désiré Maes (1983-1986)
- Curé Julien Nuyts (1986-1998)
- Curé Thierry Vandemoortele (1998-2004)
- Curé Louis Jules Joseph Montaigne (2004-2004)
- Curé André Veys (2004-2011)
- Curé Lionel Dewavrin (2011-2020)
- Curé Jean-Luc Morand (2020-2020)
- Curé Bertrand Goret (2023)
- Vicaire Liévin Niquet (1711-1713)
- Vicaire Van de Becker (1713-1714)
- Vicaire Pierre-Ange-Joseph Pottier (1733-1742)
- Vicaire Jean Chuffart (1742-1744)
- Vicaire Jean-François Defrance (1744-1746)
- Vicaire Jean Frésicque (1746-1750)
- Vicaire Louis-Joseph Dorchies (1750-1754)
- Vicaire Louis-Joseph Mazurelle (1754-1769)
- Vicaire Jean-Baptiste Denise (1769-1776)
- Vicaire Pierre-François-Joseph Ducanchez (1775-1781)
- Vicaire Pierre-Joseph Scrive (1779-1785)
- Vicaire Pierre-Joseph Maugrez (1785-1787)
- Vicaire Joseph-Marie Delahaye (1787-1789)
- Vicaire Jean-Baptiste-Joseph Lepers (1789-1815)
- Vicaire Louis-François Hanguillart (1803-1813)
- Vicaire Philippe-Joseph Dubus (1837-1839)
- Vicaire Alfred-Henri Feucherolles (1863-1870)
- Vicaire Auguste-Henri Dupont (1870-1873)
- Vicaire Philippe Dehon (1873-1877)
- Vicaire Jules Deweine (1877-1904)
- Vicaire Francois-Auguste Decherf (1888-1889)
- Vicaire Joseph Charpentier (1889)
- Vicaire Henri Durant (1893)
- Vicaire Georges Marez (1893)
- Vicaire Jules-Léon Berthelot (1893-1895)
- Vicaire Gustave-Alfred-Rémi Mahieux (1893-1896)
- Vicaire Henri Liagre (1896)
- Vicaire Jules Vannoye (1896-1904)
- Vicaire Louis Couppez (1897-1904)
- Vicaire Henri Demulier (1904-1905)
- Vicaire Victor Fogt (1905-1910)
- Vicaire Jérémie Jules Tobie Camerlynck (1906-1912)
- Vicaire Omer Lehoucq (1914-1918)
- Vicaire Julien Pruvost (1919-1926)
- Vicaire Eugène Leroy (1921-1938)
- Vicaire Romain Léonard François (1923)
- Vicaire Jules Nivesse (1926-1931)
- Vicaire Pierre Tiberghien (1927-1929)
- Vicaire Paul Henri Duthoit (1929)
- Vicaire Jean Lefever (1929)
- Vicaire Arthur Depreester (1929-1939)
- Vicaire Paul Verschae (1929-1930)
- Vicaire Paul Houset (1929-1937)
- Vicaire Robert Lepoutre (1929-1938)
- Vicaire Paul Henri Duthoit (1934-1955)
- Vicaire Louis Montaigne (1939)
- Vicaire Paul Duquesne (1942)
- Vicaire Jean Vancorsellis (1946-1950)
- Vicaire Jean Delbende (1950)
- Vicaire Pierre Boussemart (1950)
- Vicaire Constantin Vandenhautte (1950)
- Vicaire Adrien Drouart (1950-1954)
- Vicaire Arthur Depreester (1950-1970)
- Vicaire Jean Henri Sévère Cox (1954-1962)
- Vicaire Joseph Vermeulen (1962)
- Vicaire René Motte (1962)
- Vicaire Paul Leblanc (1962-1967)
- Vicaire Sévère Cox (1970)
- Vicaire Paul Jules Henri Duquesne (1971)
- Vicaire Marcel Joseph Valcke (1982)
- Vicaire Jean Polycarpe Joseph Delestrez (1985)
- Vicaire Jean Henri Sévère Cox (2010)
- Clerc Adrien Vincre (1614)
- Clerc Philippe Suing (1644-1667)
- Clerc Pasquier Suing (1667-1678)
- Clerc Jean-Baptiste Fauvarcq (1679-1734)
- Clerc Philippe Dujardin (1734-1767)
- Clerc Philippe-Joseph Dujardin (1767-1769)
- Clerc Jean-Baptiste Delannoy (1769-1789)

## Monuments et sépultures

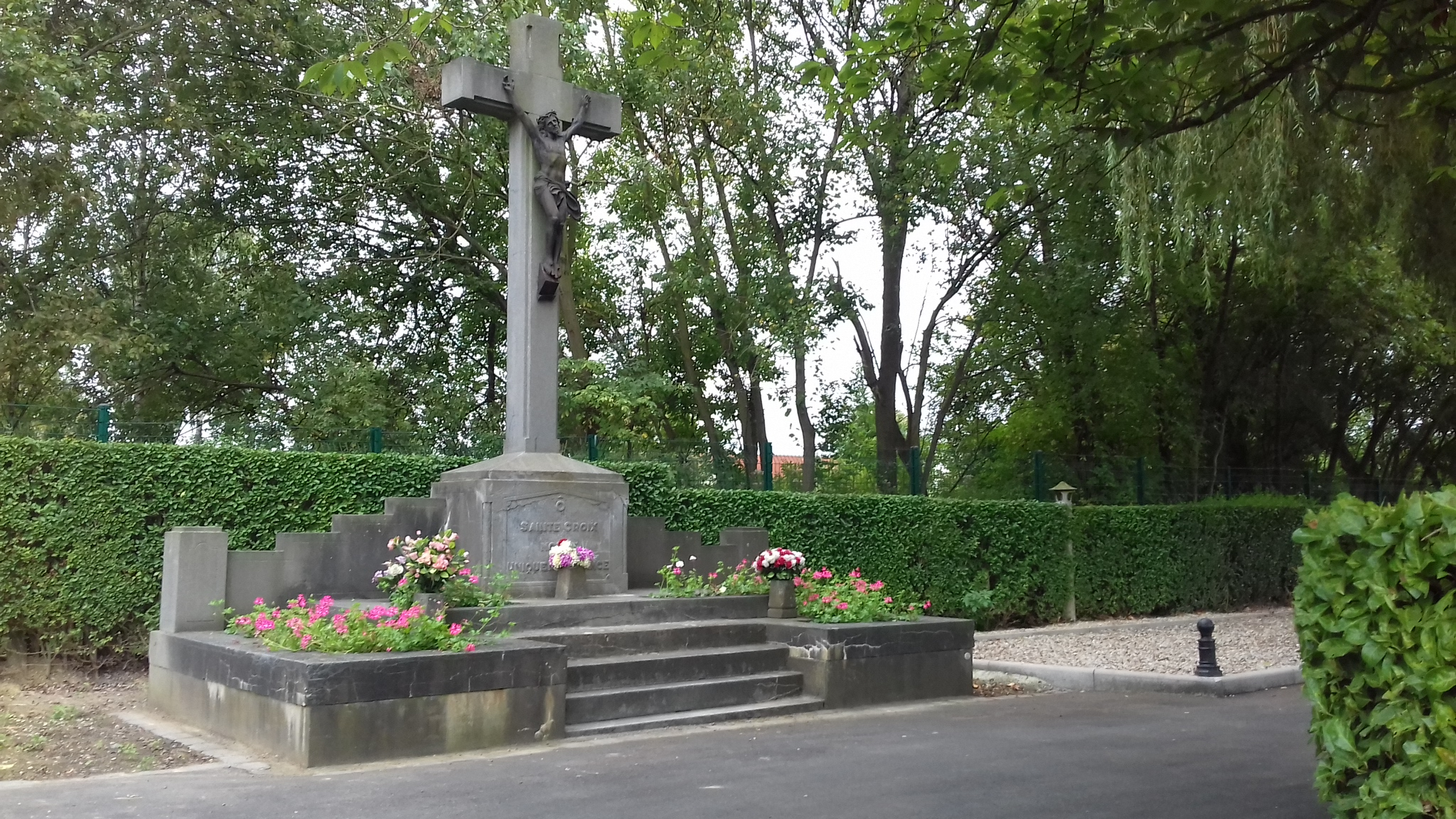
Calvaire des églises Saint-Nicolas et Saint-Clément, cimetière du Plomeux.
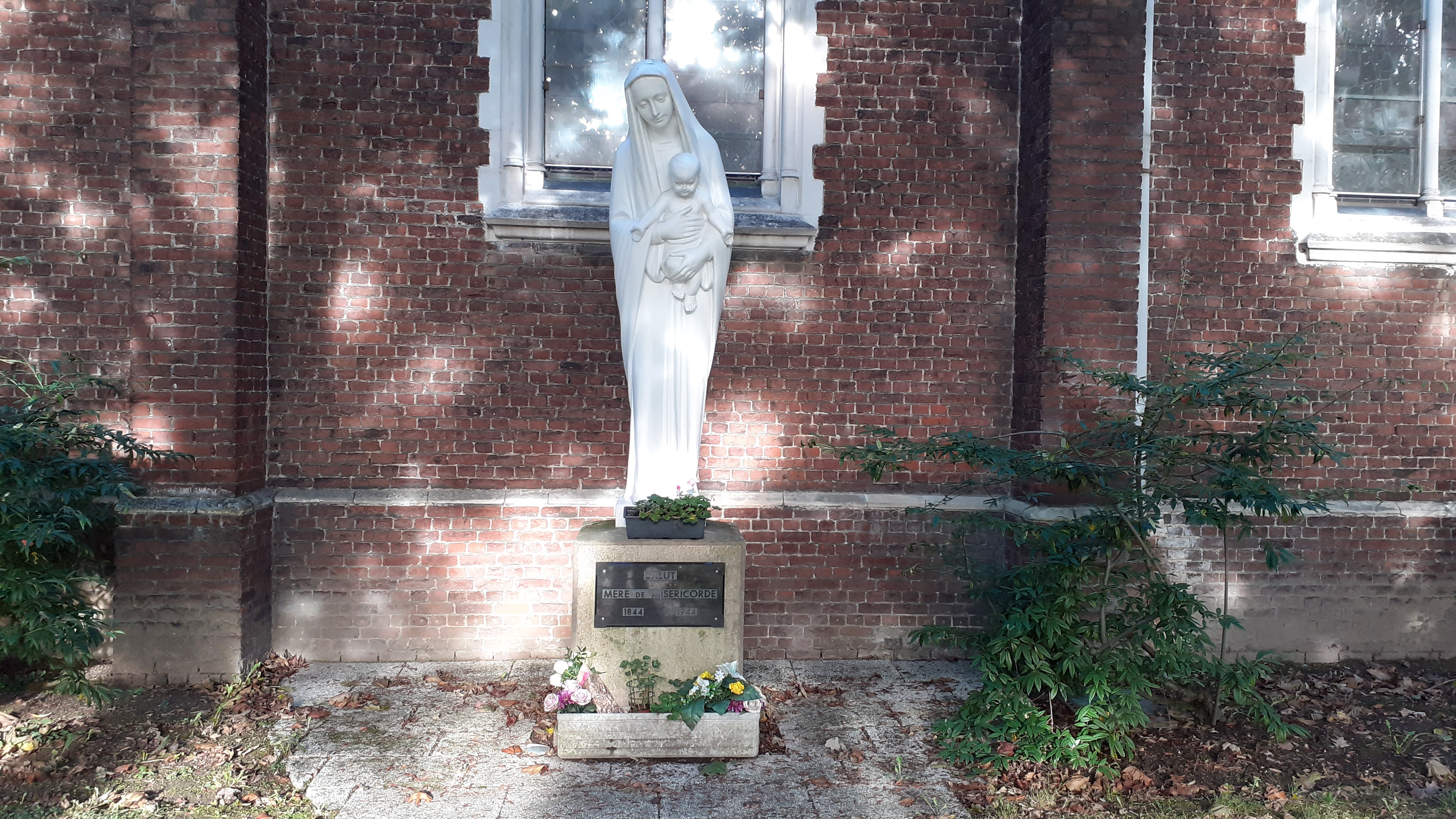
Statue de la Mère de Miséricorde (1844-1944), église Saint-Nicolas.
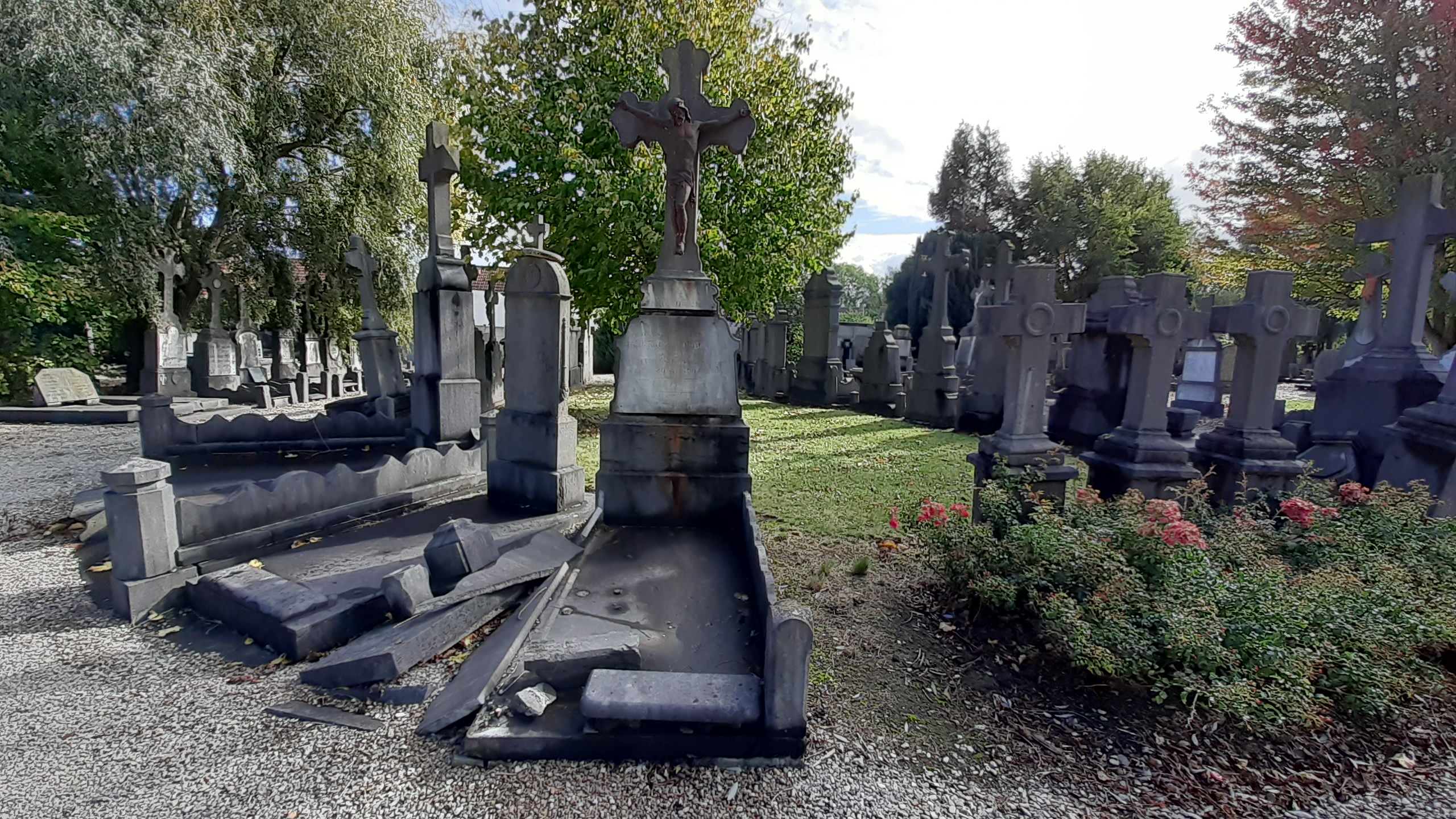
Concession des curés Vanalderwerelt et Delcambre, cimetière du Centre.
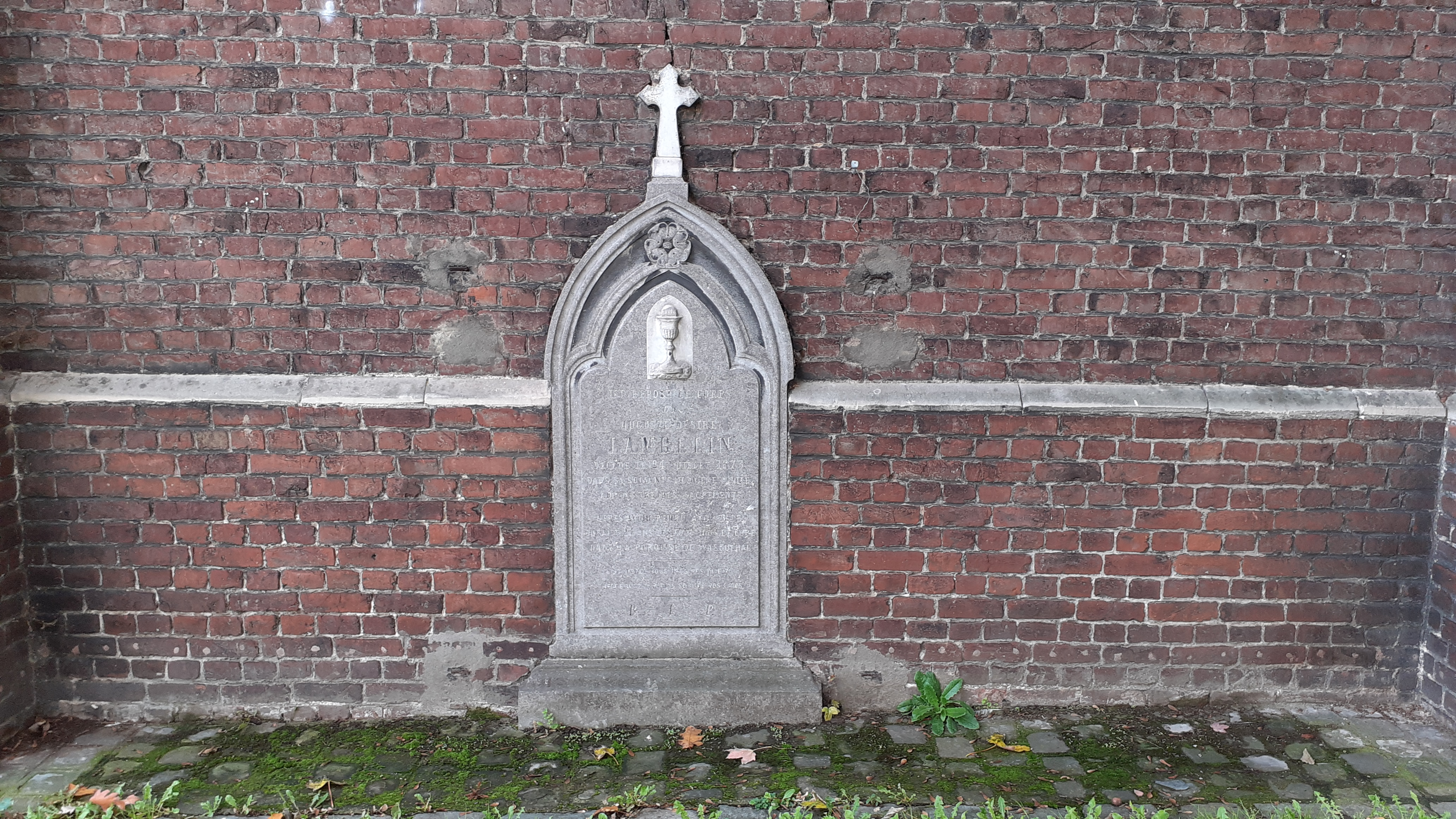
Stèle mortuaire d'Auguste-Désiré Lambelin, curé de Wasquehal.
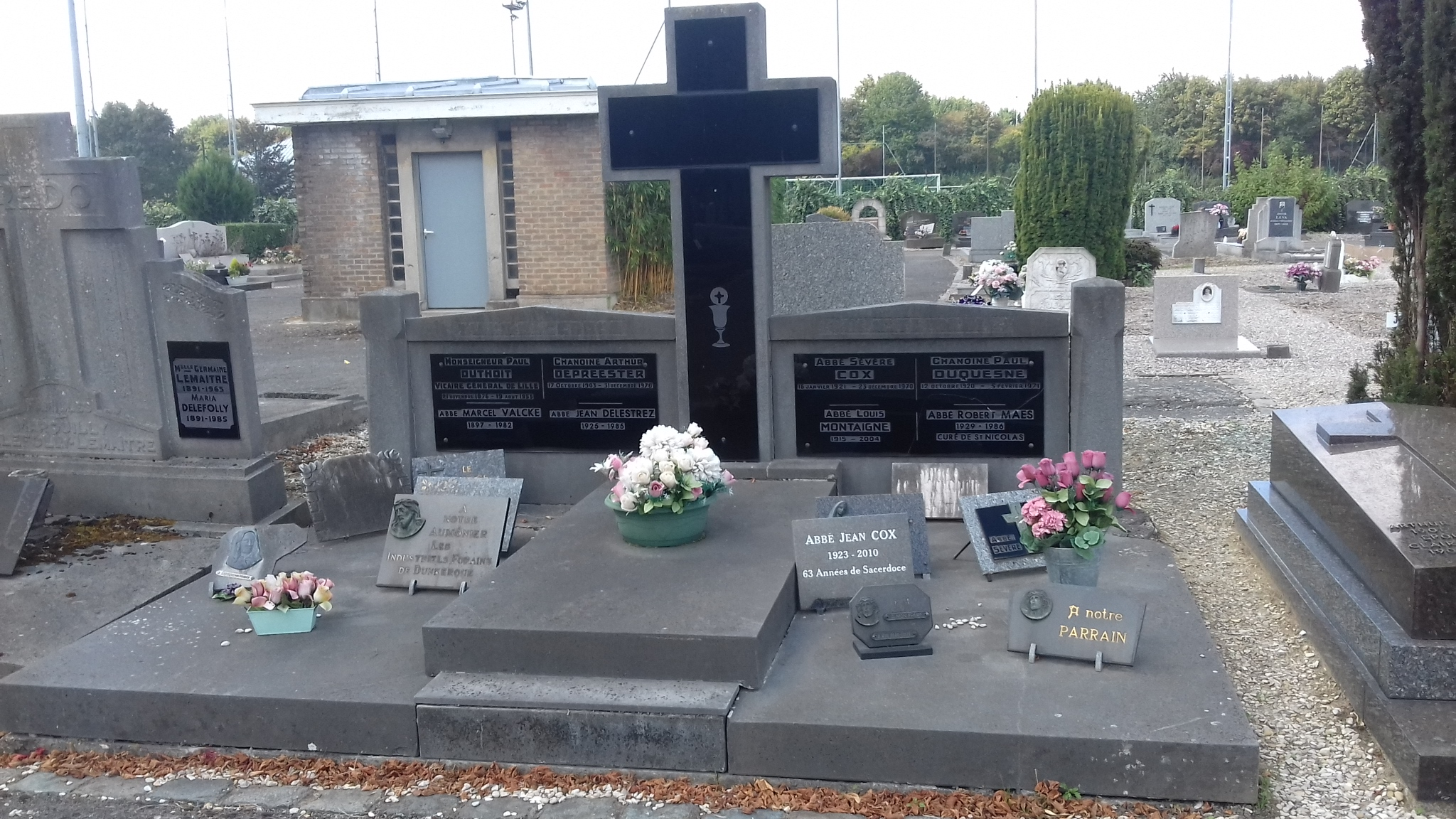
Concession des curés de l'église Saint-Nicolas, cimetière du Plomeux.

## Accès
Le site est desservi par la ligne 2 du métro à l'arrêt Wasquehal - Hôtel de Ville (métro de Lille) ainsi que par la ligne de bus 32.